# Mörfelden-Walldorf
Mörfelden-Walldorf ist als Doppelstadt mit rund 35.000 Einwohnern nach Rüsselsheim am Main die zweitgrößte Stadt im südhessischen Kreis Groß-Gerau.
Der südliche Teil des Frankfurter Flughafens liegt teilweise auf dem Gebiet der Stadt Mörfelden-Walldorf.

## Geografie

### Geografische Lage
Mörfelden-Walldorf liegt in der Untermainebene im Rhein-Main-Gebiet, im Dreieck zwischen den südhessischen Großstädten Frankfurt am Main, Darmstadt und Wiesbaden und südlich des Frankfurter Flughafens. Die Stadtkerne von Walldorf im Norden und Mörfelden im Süden sind rund 3,8 Kilometer voneinander entfernt. Zwischen beiden Stadtteilen liegt noch immer eine unbebaute Freifläche von bis zu 1,5 Kilometer, nur unterbrochen durch eine Baum- und eine Gesamtschule. Im Westen hat das Stadtgebiet Anteil an dem ausgedehnten Naturschutzgebiet Mönchbruch. Östlich von Mörfelden, an der A 5, liegt mit dem Oberwaldberg (145 m), der aus einer ehemaligen Mülldeponie entstanden ist, der höchste Punkt im Kreis Groß-Gerau.

### Nachbargemeinden
Mörfelden-Walldorf grenzt im Norden an die kreisfreie Stadt Frankfurt am Main und die Stadt Neu-Isenburg (Landkreis Offenbach), im Osten an die Stadt Langen und die Gemeinde Egelsbach (beide Landkreis Offenbach), im Süden an die Gemeinde Erzhausen, die Stadt Weiterstadt (beide Landkreis Darmstadt-Dieburg) und die Gemeinde Büttelborn, sowie im Westen an die Stadt Groß-Gerau, die Gemeinde Nauheim und die Stadt Rüsselsheim am Main.

### Stadtgliederung
Mörfelden-Walldorf besteht aus den beiden Stadtteilen Mörfelden und Walldorf. Mit der Wüstung Guntheim gab es früher nordöstlich von Walldorf einen weiteren Ort.

## Geschichte

### Mörfelden
Mörfelden wurde im Codex Laureshamensis von 830 bis 850 unter der Bezeichnung Mersenualt erstmals erwähnt und gehört zum fränkischen Reichsgutbesitz. In den historischen Unterlagen findet Mörfelden in den folgenden Jahrhunderten unter anderem mit diesen Ortsnamen Erwähnung: Mersfelt im Jahr 1016, Mersevelt im 13. und 14. Jahrhundert, Merßfeldt 1413, Merffeld 1550, Mehrfelden 1573, bis ab 1614 Mörfelden gebräuchlich bleibt.
Die Mörfelder Kirche wurde schon 1304 als „Pfarrkirche mit Filial auf dem Gundhof“ geführt.
Rings um Mörfelden befanden sich im Mittelalter große Waldungen, die Teil des Reichsforstes Dreieich dem sogenannten Wildbann Dreieich waren. Die Rechtsverhältnisse des Wildbannes wurden in einem Wildbannweistum festgehalten. Dieses wurde im Jahr 1338 auf Veranlassung von Kaiser Ludwig dem Bayern auf dem Maigericht in Langen aufgeschrieben. Unter den dort genannten 30 Wildhuben ist die Wildhube Mersevelt erwähnt.
Durch seine seit alters her günstige Verkehrslage an Handelswegen entwickelte sich Mörfelden zu einem wichtigen Handels- und Verkehrsplatz, der im 15. Jahrhundert eine eigene Zollstelle erhielt. Der Dreißigjährige Krieg unterbrach diese Entwicklung. Das Dorf wurde mehrfach geplündert und verwüstet. Die Pest trug dann dazu bei, dass 1648 am Ende des Krieges von dem aufstrebenden Handelsplatz fast nichts übrig war. Bis die Einwohnerzahl von etwa 500 wieder erreicht wurde, bedurfte es vieler Jahrzehnte. Ende des 18. Jahrhunderts hatte Mörfelden erst wieder ca. 900 Einwohner.
Im Jahre 1600 kam Mörfelden zur Landgrafschaft Hessen-Darmstadt, die 1806 im Großherzogtum Hessen aufging. Verwaltet wurde es bis 1820 vom Amt Kelsterbach, das ab 1816 zur Provinz Starkenburg des Großherzogtums Hessen gehörte. 1821 wurden im Großherzogtum Landratsbezirke eingeführt und Mörfelden dem Landratsbezirk Langen zugeteilt. 1832 wurden die Einheiten ein weiteres Mal vergrößert und es wurden Kreise geschaffen. Dadurch gelangte Mörfelden in den Kreis Groß-Gerau. Die Provinzen, die Kreise und die Landratsbezirke des Großherzogtums wurden am 31. Juli 1848 abgeschafft und durch Regierungsbezirke ersetzt, was jedoch bereits am 12. Mai 1852 wieder rückgängig gemacht wurde. Dadurch gehörte Mörfelden zwischen 1848 und 1852 zum Regierungsbezirk Darmstadt, bevor wieder der Kreis Groß-Gerau für die übergeordnete Verwaltung zuständig wurde. Dort verblieb der Ort durch alle weiteren Verwaltungsreformen bis heute.
Im 19. Jahrhundert entwickelte sich der Ort zu einer Arbeitersiedlung, in den 1920er Jahren gar zu einer Hochburg der Arbeiterbewegung. Im März 1932 kam es in Mörfelden zu einem Volksaufstand gegen die Notverordnungen der Regierung. Diese Entwicklung wurde in den 1930er Jahren durch die nationalsozialistischen Machthaber gewaltsam beendet.
Nach dem Zweiten Weltkrieg und der Währungsreform von 1948 wurde Mörfelden ein bevorzugtes Wohngebiet. Zunächst durch Aufnahme von Heimatvertriebenen und Flüchtlingen und später durch ständige Zuzüge von außerhalb setzte eine starke Bevölkerungszunahme ein, die bis in die jüngste Gegenwart anhält.
Die Gemeinde wurde am 18. März 1968 durch den Hessischen Minister des Innern zur Stadt erhoben.

### Walldorf
Walldorf wurde 1699 als „Waldenserkolonie am Gundhof“ von 14 Familien gegründet. Zuvor hatte sich Landgraf Ernst-Ludwig von Hessen-Darmstadt bereit erklärt, Waldenser – protestantische französische Flüchtlinge – in seinem durch den Dreißigjährigen Krieg in hohem Maße entvölkerten Land aufzunehmen. 1715 erhielt der Ort seinen heutigen Namen. Die Verwaltungsgeschichte teilt es mit Mörfelden.
Nach langen Jahren finanzieller Schwierigkeiten war Walldorf in den Jahren 1804/05 in der Lage, mit Hilfe von Spenden der reformierten Gemeinden in Frankfurt, Holland, Großbritannien und der Schweiz eine Kirche zu bauen. Die deutsche Sprache setzte sich nur allmählich durch, doch im Jahr 1815 wurde selbst der Gottesdienst nicht mehr in französischer Sprache gehalten.
Nachdem die Eisenbahnlinie Frankfurt–Mannheim 1879 ihren Betrieb aufgenommen hatte, wandte sich der bis dahin ländlich geprägte Ort in eine Arbeitersiedlung. Der durch ständigen Zuzug geprägte Aufschwung wurde aber durch die beiden Weltkriege unterbrochen.
Von 23. August bis 24. November 1944 bestand in Walldorf das KZ-Außenlager Walldorf. 1700 jüdische Mädchen und Frauen wurden 1944 aus Ungarn verschleppt und mussten am Frankfurter Flughafen Ausbau- und Reparaturarbeiten an den Start- und Landebahnen verrichten. Dieses Kapitel der Vergangenheit wurde nach 1945 vorerst verschwiegen und vergessen und erst 1972 von drei interessierten Jugendlichen wiederentdeckt. Inzwischen wurde auch dieses Thema im Film Rollbahn (2003) bearbeitet. Seit dem Jahr 2000 erinnert ein historischer Lehrpfad mit einem Gedenkstein als Ausgangspunkt an das ehemalige KZ-Außenlager Walldorf; er wurde im Beisein von überlebenden Frauen des Lagers und unter Mitwirkung von Peter Härtling eröffnet.
Nach dem Zweiten Weltkrieg mussten viele Heimatvertriebene und Flüchtlinge aufgenommen werden, was viele Probleme mit sich brachte, aber auch die Entwicklung zur Kleinstadt vorantrieb.
Im Jahr 1962 wurde die Gemeinde auf Beschluss des Hessischen Landtages zur Stadt erhoben.

### Mörfelden-Walldorf
Die Stadt Mörfelden-Walldorf entstand am 1. Januar 1977 im Zuge der Gebietsreform in Hessen durch einen Zusammenschluss der bis dahin selbständigen Städte Mörfelden und Walldorf unter dem Druck eines Eingemeindungsbegehrens der Stadt Frankfurt am Main durch das Gesetz zur Neugliederung des Landkreises Groß-Gerau. Für ein Jahr hieß die Stadt danach Waldfelden, wurde aber auf Antrag des Magistrats der neugegründeten Stadt durch die Landesregierung mit Wirkung zum 1. Januar 1978 in Mörfelden-Walldorf umbenannt.
Im Jahr 1973 wurde im Flurdistrikt An den Nußbäumen mitten zwischen Walldorf und Mörfelden die Bertha-von-Suttner-Schule als Integrierte Gesamtschule mit Gymnasialer Oberstufe errichtet. Ihre zentrale Lage symbolisiert die gedachte Mitte der Doppelstadt Mörfelden-Walldorf.

## Bevölkerung

### Einwohnerstruktur 2011
Nach den Erhebungen des Zensus 2011 lebten am Stichtag, dem 9. Mai 2011, in Mörfelden-Walldorf 32.380 Einwohner. Darunter waren 5992 (18,5 %) Ausländer, von denen 2709 aus dem EU-Ausland, 1998 aus anderen europäischen Ländern und 1285 aus anderen Staaten kamen. Von den deutschen Einwohnern hatten 13,3 % einen Migrationshintergrund. Die Einwohner lebten in 14889 Haushalten. Davon waren 5367 Singlehaushalte, 3670 Paare mit Kindern und 4226 Paare ohne Kinder, sowie 1052 Alleinerziehende und 584 Wohngemeinschaften.

### Einwohnerentwicklung
| Mörfelden-Walldorf: Einwohnerzahlen von 1978 bis 2015 | Mörfelden-Walldorf: Einwohnerzahlen von 1978 bis 2015 | Mörfelden-Walldorf: Einwohnerzahlen von 1978 bis 2015 | Mörfelden-Walldorf: Einwohnerzahlen von 1978 bis 2015 | Mörfelden-Walldorf: Einwohnerzahlen von 1978 bis 2015 |
| ----------------------------------------------------- | ----------------------------------------------------- | ----------------------------------------------------- | ----------------------------------------------------- | ----------------------------------------------------- |
| Jahr                                                  |                                                       |                                                       |                                                       | Einwohner                                             |
| 1978                                                  | 1978                                                  |                                                       | 29.149                                                | 29.149                                                |
| 1980                                                  | 1980                                                  |                                                       | 29.721                                                | 29.721                                                |
| 1985                                                  | 1985                                                  |                                                       | 30.139                                                | 30.139                                                |
| 1990                                                  | 1990                                                  |                                                       | 30.157                                                | 30.157                                                |
| 1995                                                  | 1995                                                  |                                                       | 31.133                                                | 31.133                                                |
| 2000                                                  | 2000                                                  |                                                       | 31.283                                                | 31.283                                                |
| 2005                                                  | 2005                                                  |                                                       | 31.957                                                | 31.957                                                |
| 2010                                                  | 2010                                                  |                                                       | 33.230                                                | 33.230                                                |
| 2011                                                  | 2011                                                  |                                                       | 32.380                                                | 32.380                                                |
| 2015                                                  | 2015                                                  |                                                       | 33.342                                                | 33.342                                                |
| Quellen: ; Zensus 2011; 2015:                         |                                                       |                                                       |                                                       |                                                       |

### Historische Religionszugehörigkeit
| • 2011: | 8620 evangelische (= 26,7 %), 6260 katholische (= 19,4 %), 920 orthodoxe (= 2,8 %), 1920 andersgläubige (= 5,9 %), 14250 sonstige (= 44,1 %) Einwohner |

### Erwerbstätigkeit
Die Gemeinde im Vergleich mit Landkreis, Regierungsbezirk Darmstadt und Hessen:
|                                                   | Jahr | Gemeinde | Landkreis | Regierungsbezirk | Hessen    |
| ------------------------------------------------- | ---- | -------- | --------- | ---------------- | --------- |
| Sozialversicherungspflichtig Beschäftigte         | 2017 | 13.190   | 98.042    | 1.695.567        | 2.524.156 |
| Veränderung zu                                    | 2000 | +37,3 %  | +5,4 %    | +16,1 %          | +16,0 %   |
| davon Vollzeit                                    | 2017 | 72,2 %   | 75,9 %    | 72,8 %           | 71,8 %    |
| davon Teilzeit                                    | 2017 | 37,8 %   | 24,1 %    | 27,2 %           | 28,2 %    |
| Ausschließlich geringfügig entlohnte Beschäftigte | 2017 | 2.240    | 13.048    | 224.267          | 372.991   |
| Veränderung zu                                    | 2000 | −56,9 %  | −9,6 %    | +9,0 %           | +8,8 %    |

| Branche                         | Jahr | Gemeinde | Landkreis | Regierungsbezirk | Hessen |
| ------------------------------- | ---- | -------- | --------- | ---------------- | ------ |
| Produzierendes Gewerbe          | 2000 | 29,5 %   | 43,8 %    | 27,0 %           | 30,6 % |
|                                 | 2017 | *) %     | 33,2 %    | 20,4 %           | 24,3 % |
| Handel, Gastgewerbe und Verkehr | 2000 | 35,3 %   | 27,6 %    | 26,4 %           | 25,1 % |
|                                 | 2017 | 32,0 %   | 27,9 %    | 24,7 %           | 23,8 % |
| Unternehmensdienstleistungen    | 2000 | 21,7 %   | 14,0 %    | 25,1 %           | 20,2 % |
|                                 | 2017 | 29,1 %   | 19,9 %    | 31,6 %           | 26,1 % |
| Sonstige Dienstleistungen       | 2000 | 12,0 %   | 13,7 %    | 20,1 %           | 22,5 % |
|                                 | 2017 | 13,4 %   | 18,6 %    | 23,0 %           | 25,4 % |
| Sonstiges (bzw. ohne Zuordnung) | 2000 | 1,5 %    | 1,0 %     | 1,4 %            | 1,5 %  |
|                                 | 2017 | 25,5 %   | 0,5 %     | 0,3 %            | 0,4 %  |

*) anonymisiert

## Politik
Traditionell stark in Mörfelden-Walldorf sind von jeher die Arbeiterparteien, vor 1933 waren die beiden damals selbstständigen Stadtteile Hochburgen der KPD. Lange Zeit konnte die NSDAP nicht in Mörfelden Fuß fassen.
Bei den Kommunalwahlen am 6. März 2016 blieb die SPD trotz deutlicher Verluste stärkste Partei. Wahlgewinner waren vor allem die erstmals angetretenen Freien Wähler, die aus dem Stand zehn Sitze im Parlament erhielten, und die DKP, welche hier seit den 1970er Jahren im Gemeindeparlament vertreten ist. Auch die FDP konnte sich gegenüber der letzten Kommunalwahl 2011 von einem auf drei Sitze verbessern. Seit der Widerstandsbewegung gegen die Startbahn West des Frankfurter Flughafens sind die Grünen in Mörfelden-Walldorf traditionell stark verankert. Bei der Kommunalwahl 2021 lösten sie die SPD als stärkste Partei ab.

### Stadtverordnetenversammlung
Die Kommunalwahl am 14. März 2021 lieferte folgendes Ergebnis, in Vergleich gesetzt zu früheren Kommunalwahlen:
| Sitzverteilung in der Stadtverordnetenversammlung 2021Insgesamt 45 Sitze - DKP/LL: 5 - Grüne: 14 - SPD: 9 - FW: 5 - FDP: 3 - CDU: 9 |                                        |        |        |        |        |        |        |        |        |        |        |        |        |
| Parteien und Wählergemeinschaften                                                                                                   | Parteien und Wählergemeinschaften      | 2021   | 2021   | 2016   | 2016   | 2011   | 2011   | 2006   | 2006   | 2001   | 2001   | 1997   | 1997   |
| Parteien und Wählergemeinschaften                                                                                                   | Parteien und Wählergemeinschaften      | % a    | Sitze  | %      | Sitze  | %      | Sitze  | %      | Sitze  | %      | Sitze  | %      | Sitze  |
| Sozialdemokratische Partei Deutschlands                                                                                             | SPD                                    | 20,0   | 9      | 26,6   | 12     | 35,5   | 16     | 38,6   | 18     | 43,7   | 20     | 47,8   | 22     |
| Freie Wähler | FW                                     | 10,4   | 5      | 22,8   | 10     | –      | –      | –      | –      | –      | –      | –      | –      |
| Christlich Demokratische Union Deutschlands                                                                                         | CDU                                    | 20,1   | 9      | 18,8   | 9      | 26,0   | 12     | 28,4   | 13     | 26,8   | 12     | 25,3   | 12     |
| Deutsche Kommunistische Partei/Linke Liste                                                                                          | DKP/LL                                 | 11,4   | 5      | 13,8   | 6      | 8,7    | 4      | 11,6   | 5      | –      | –      | –      | –      |
| Bündnis 90/Die Grünen | GRÜNE                                  | 30,6   | 14     | 11,5   | 5      | 24,0   | 11     | 16,3   | 7      | 16,4   | 7      | 13,2   | 6      |
| Freie Demokratische Partei | FDP                                    | 7,4    | 3      | 6,5    | 3      | 3,7    | 1      | 5,0    | 2      | 4,8    | 2      | 3,6    | –      |
| Deutsche Kommunistische Partei/Offene Liste                                                                                         | DKP/OL                                 | –      | –      | –      | –      | –      | –      | –      | –      | 8,3    | 4      | 10,2   | 5      |
| Partei Mensch Umwelt Tierschutz | TierschutzP                            | –      | –      | –      | –      | 1,9    | 1      | –      | –      | –      | –      | –      | –      |
| Freie Bürger Mörfelden-Walldorf | BüMöWa                                 | –      | –      | –      | –      | 0,2    | –      | –      | –      | –      | –      | –      | –      |
| prozentualer Anteil ungültiger Stimmen                                                                                              | prozentualer Anteil ungültiger Stimmen |        |        | 4,3    |        | 5,3    |        | 3,6    |        | 3,6    |        | 3,1    |        |
| Sitze gesamt | Sitze gesamt                           | 45     | 45     | 45     | 45     | 45     | 45     | 45     | 45     | 45     | 45     | 45     | 45     |
| Wahlbeteiligung | Wahlbeteiligung                        | 46,6 % | 46,6 % | 42,6 % | 42,6 % | 41,9 % | 41,9 % | 41,6 % | 41,6 % | 53,8 % | 53,8 % | 63,9 % | 63,9 % |

### Bürgermeister
Nach der hessischen Kommunalverfassung wird der Bürgermeister für eine sechsjährige Amtszeit gewählt, seit dem Jahr 1993 in einer Direktwahl, und ist Vorsitzender des Magistrats, dem in der Stadt Mörfelden-Walldorf neben dem Bürgermeister hauptamtlich ein Erster Stadtrat und ehrenamtlich elf weitere Stadträte angehören. Bürgermeister ist seit dem 20. Juli 2025 Karsten Groß (CDU), der bis dahin als Erster Stadtrat dem Magistrat angehört hatte. Er setzte sich am 30. März 2025 in einer Stichwahl gegen Amtsinhaber Thomas Winkler (Grüne), der sich um eine zweite Amtszeit beworben hatte, bei 40,4 Prozent Wahlbeteiligung mit 52,7 Prozent der Stimmen durch.
Amtszeiten der Bürgermeister
- 2025–2031 Karsten Groß (CDU)[29]
- 2019–2025 Thomas Winkler (Grüne)[30]
- 2007–2019 Heinz-Peter Becker (SPD) (2002–2007: 1. Stadtrat)
- 1977–2007 Bernhard Brehl (SPD)[33] (zuvor Bürgermeister von Mörfelden)

### Bürgerentscheide
Am 16. Dezember 2018 entschieden sich die Bürger von Mörfelden-Walldorf, ihre Feuerwehren auf zwei Standorte verteilt beizubehalten. Das Parlament hatte zuvor für eine Zusammenlegung in einem Neubau entschieden.
Im September 1995 hatte sich die Bevölkerung dafür ausgesprochen, das alte Rathaus in Mörfelden als Verwaltungsbau statt als Kulturcafé zu nutzen.

### Wappen und Flagge
Wappen

Blasonierung: „In Rot ein silberner, sechsblättriger Eichenzweig mit drei silbernen Eicheln, darauf aufgelegt zwei schräggekreuzte goldene Dreschflegel sowie ein mit diesen verschlungenes schwarzes Hufeisen.“
Das Wappen wurde der Stadt Mörfelden-Walldorf am 22. Mai 1979 durch den Hessischen Innenminister genehmigt. Gestaltet wurde es durch den Bad Nauheimer Heraldiker Heinz Ritt.
Es kombiniert die beiden Wappen der früheren Städte Mörfelden und Walldorf. Beide hatten einen silbernen Eichenzweig auf rotem Grund im Wappen, als Verweis auf den Wildbann Dreieich. Das Hufeisen stammt aus dem Mörfeldener Wappen und die Dreschflegel aus dem von Walldorf.
 Flagge 
Die Flagge wurde der Stadt gemeinsam mit dem Wappen genehmigt und wird wie folgt beschrieben:
Flaggenbeschreibung: „Auf breiter weißen Mittelbahn, begleitet von schmalen roten Seitenbahnen im oberen Drittel aufgelegt das Stadtwappen.“

### Städtepartnerschaften
Die Stadt Mörfelden-Walldorf pflegt folgende Städtepartnerschaften:
- Frankreich, Vitrolles, Provence-Alpes-Côte d’Azur (seit 1984)
- Niederlande, Wageningen, Provinz Gelderland (seit 1992)
- Italien, Torre Pellice, Piemont, Hauptort der historischen Waldensertäler (seit 1999)

## Kultur und Sehenswürdigkeiten
- Stadtteil Mörfelden

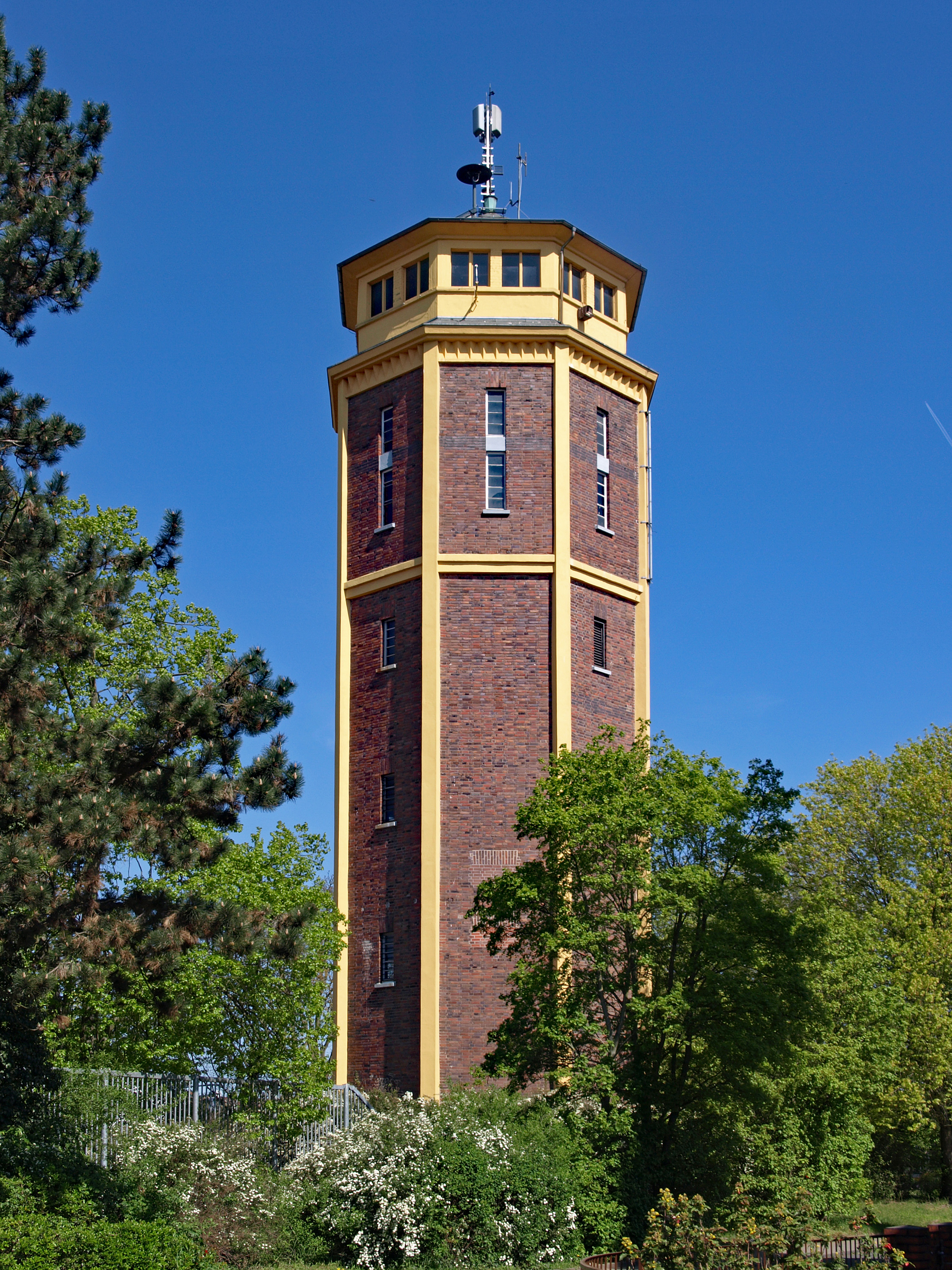
Wasserturm von 1929, Frankfurter Straße
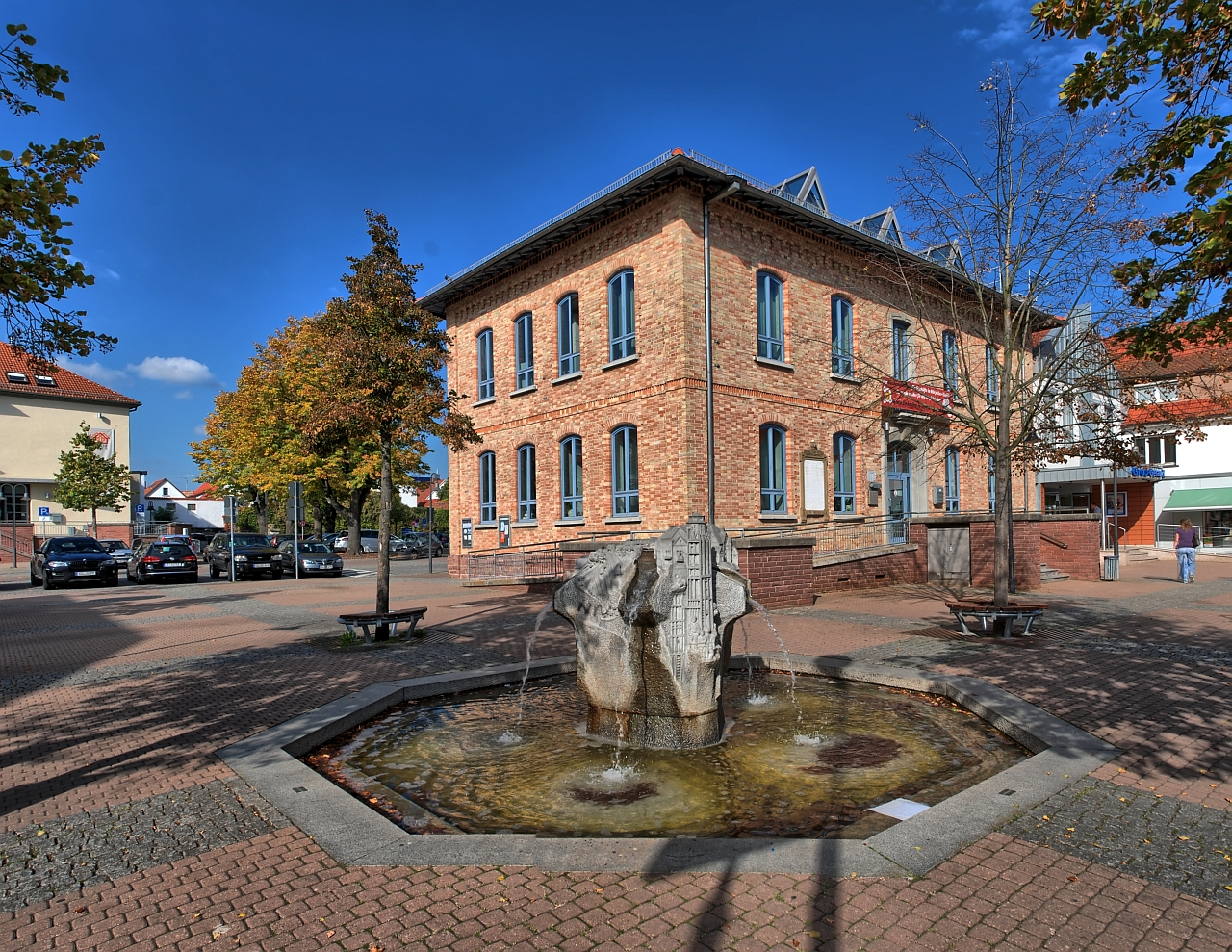
Altes Rathaus Mörfelden von 1876. Davor: Brunnen „Erzählstein“
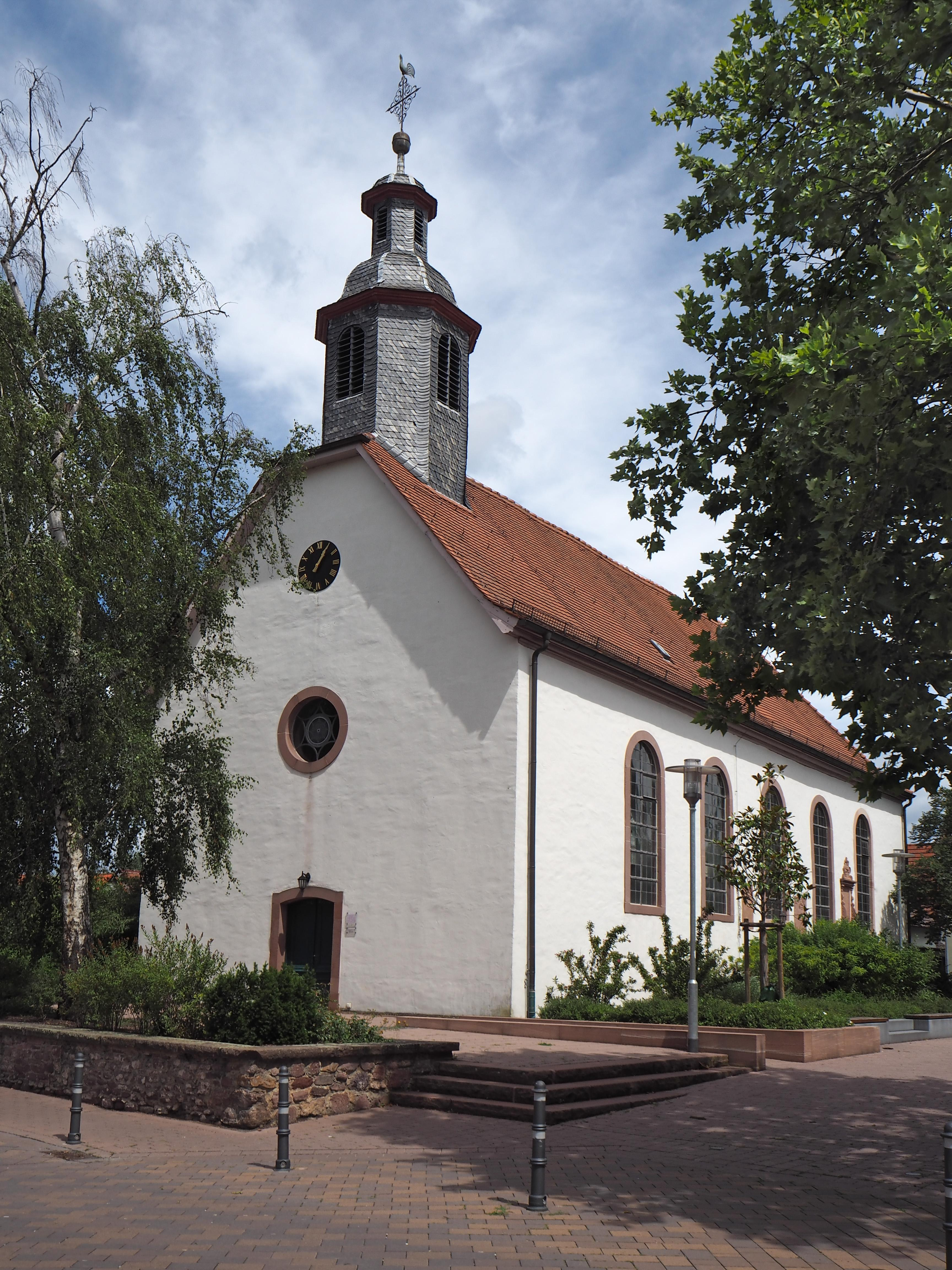
Evangelische Kirche von 1726
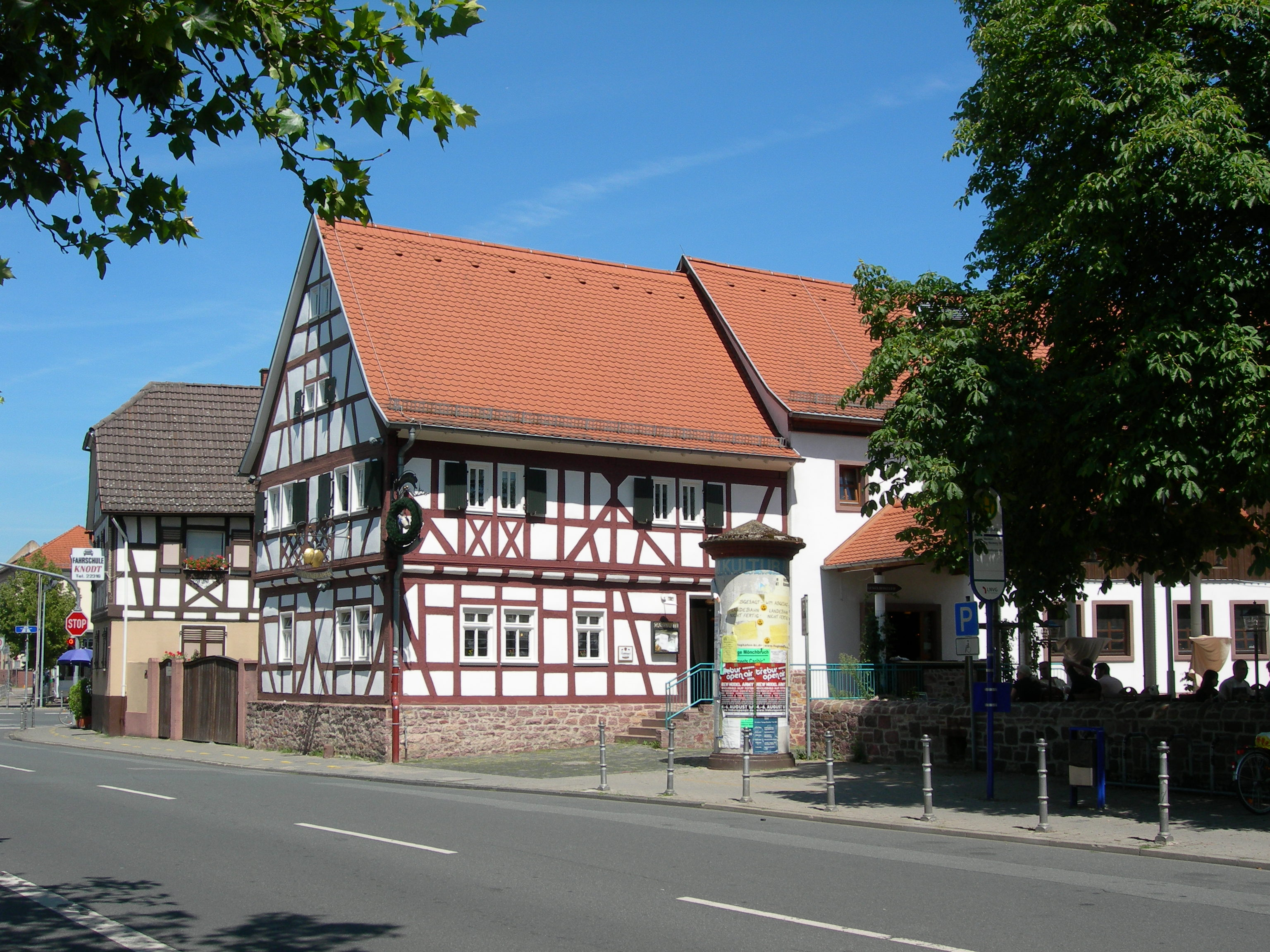
Historischer Gasthof „Goldener Apfel“ von 1751, Langgasse
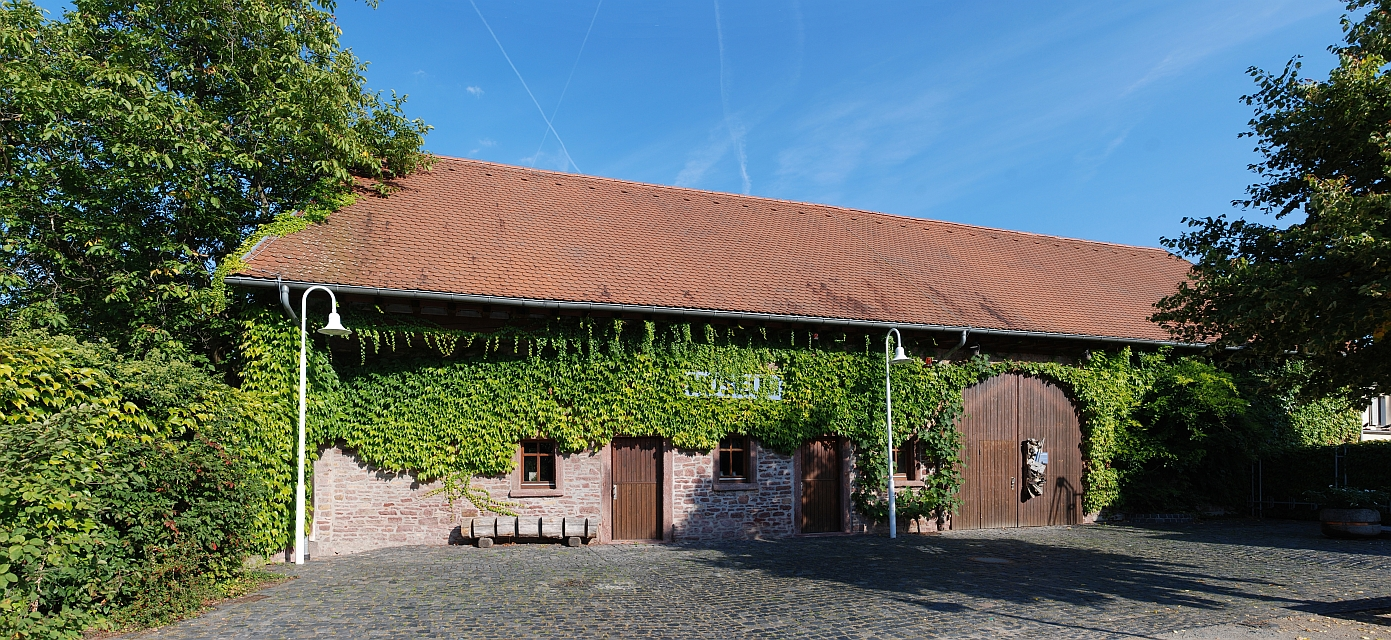
Heimatmuseum Mörfelden
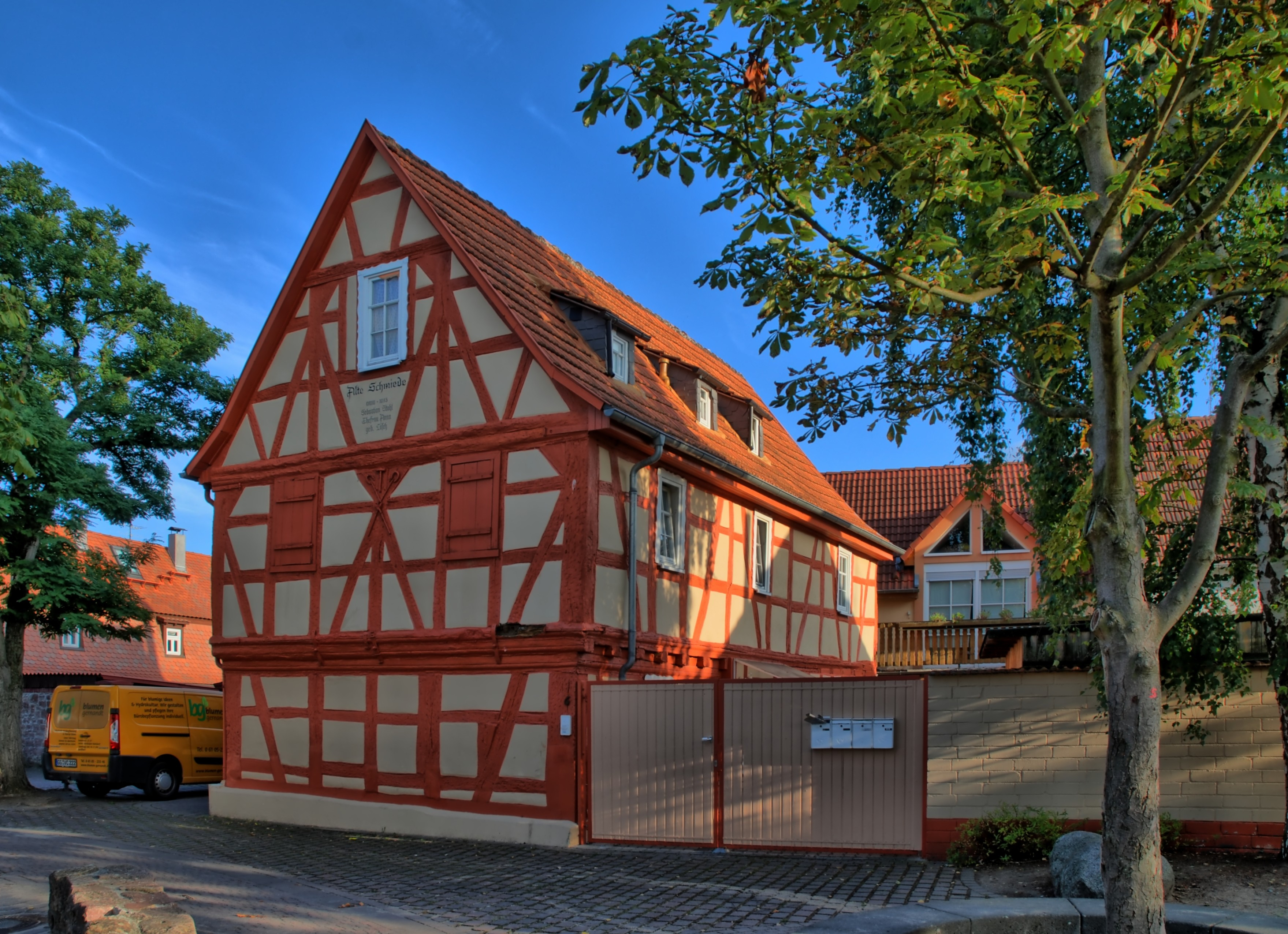
Alte Schmiede von 1693, Hintergasse
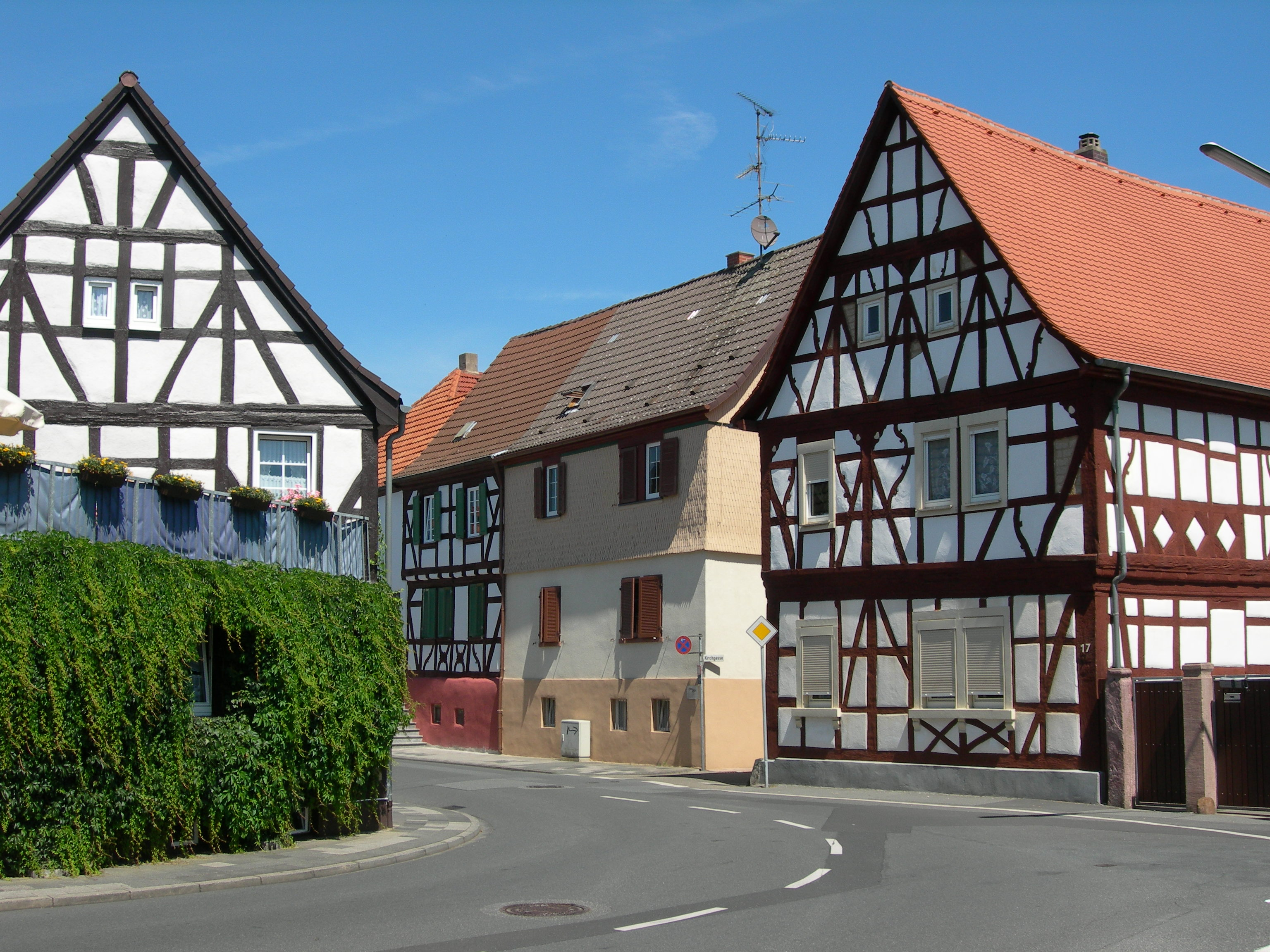
Fachwerkhäuser in Mörfelden
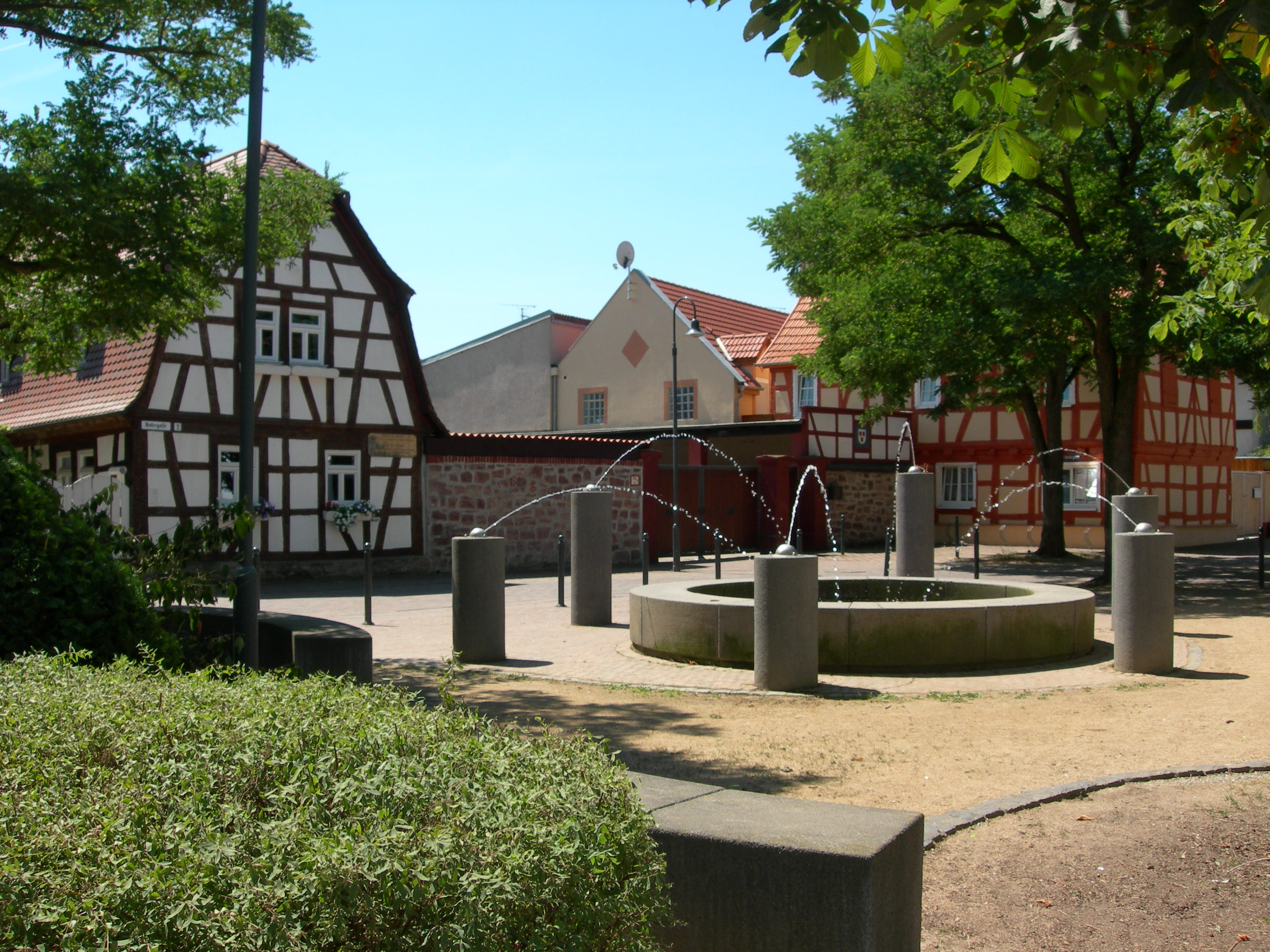
Brunnen und weitere Fachwerkhäuser
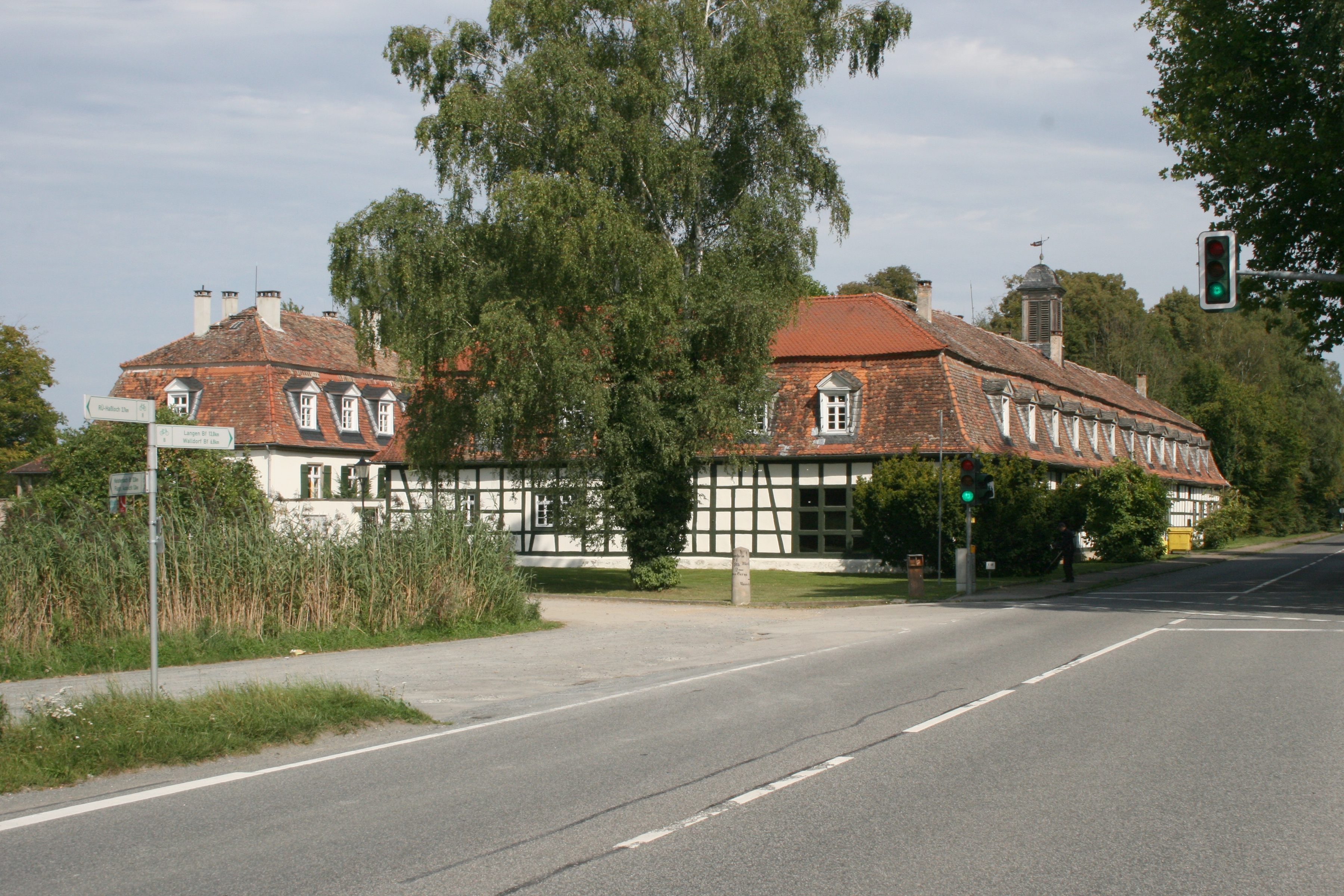
Jagdschloss Mönchbruch von 1730
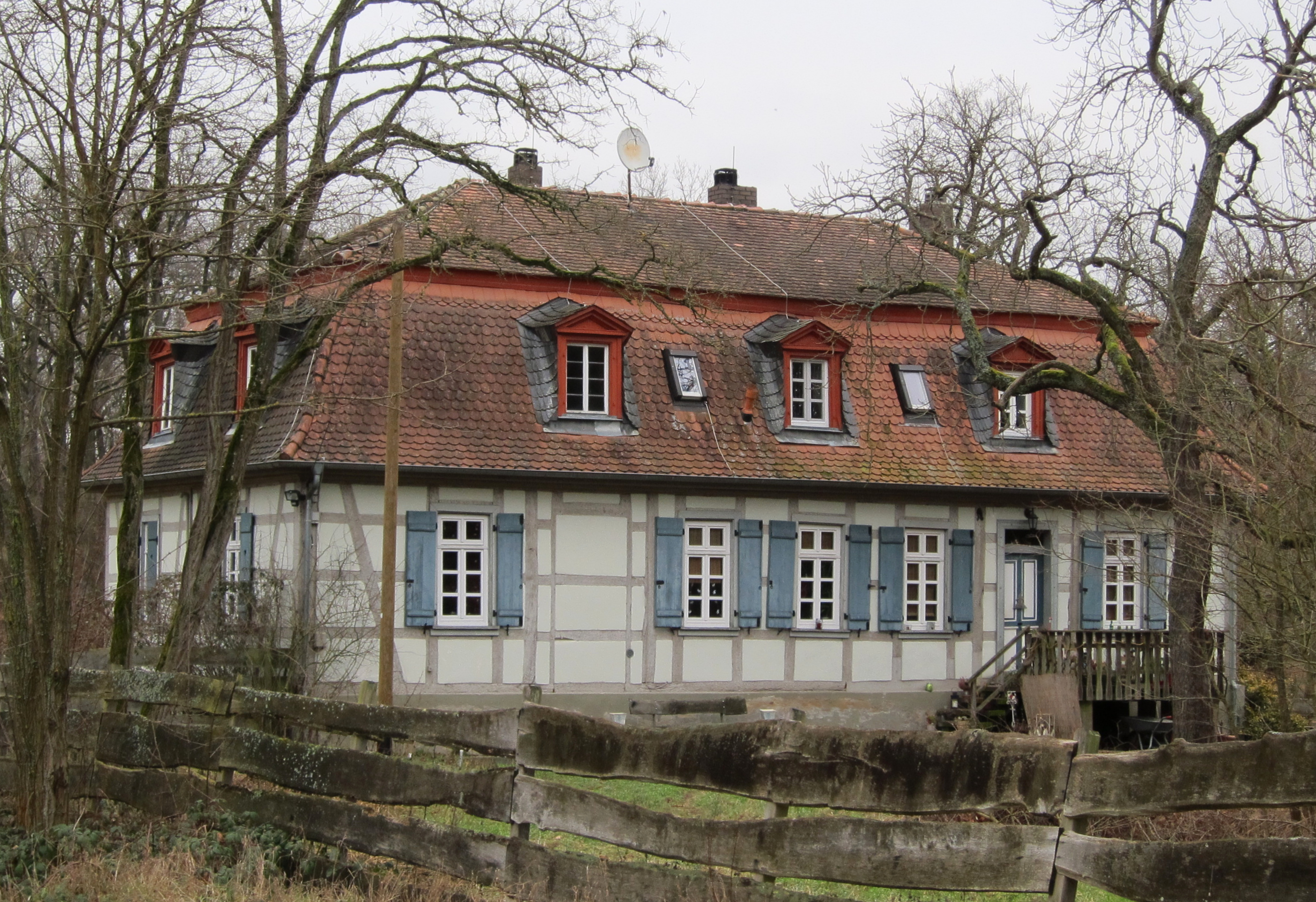
Forsthaus Wiesental von 1725

- Stadtteil Walldorf

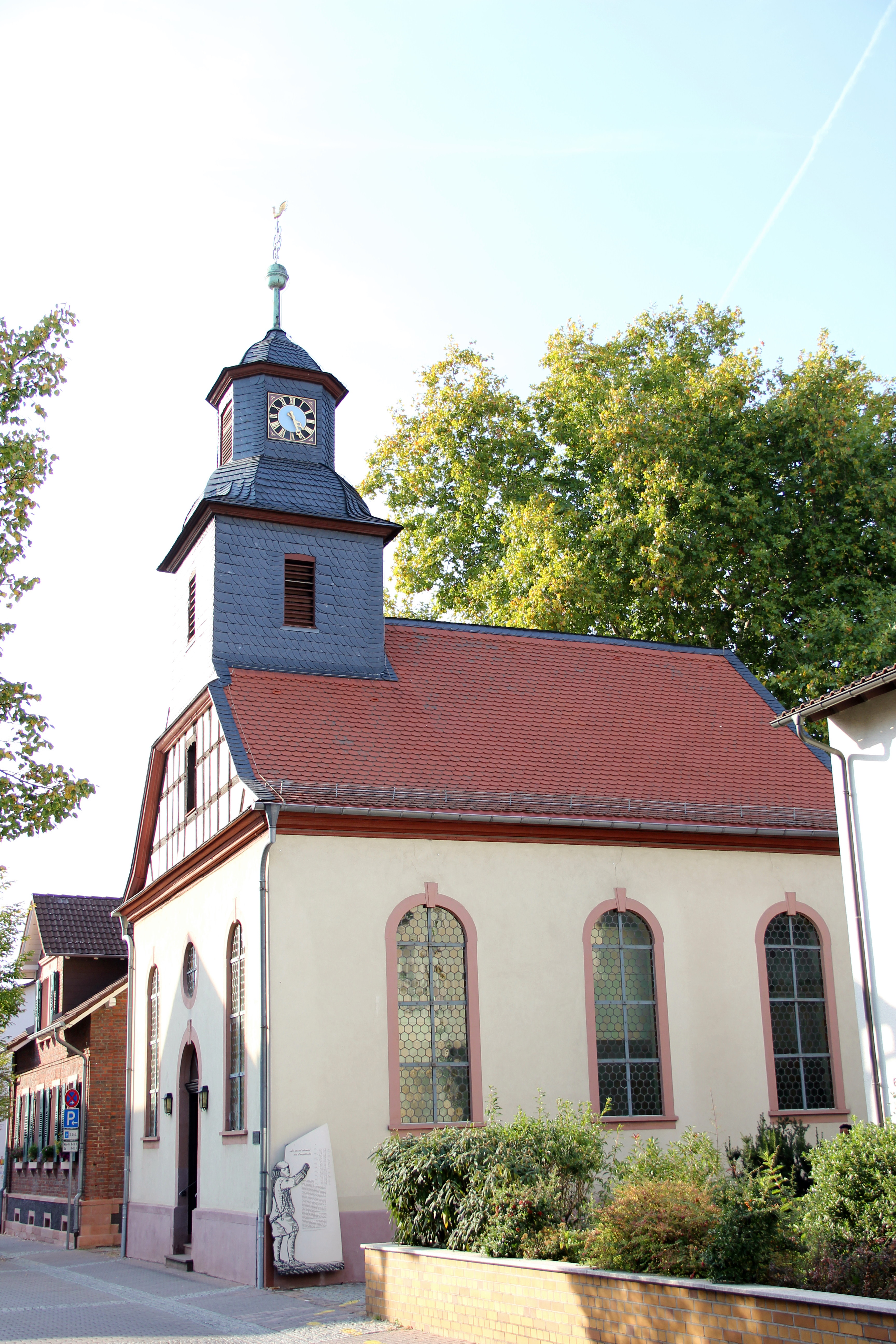
Waldenserkirche
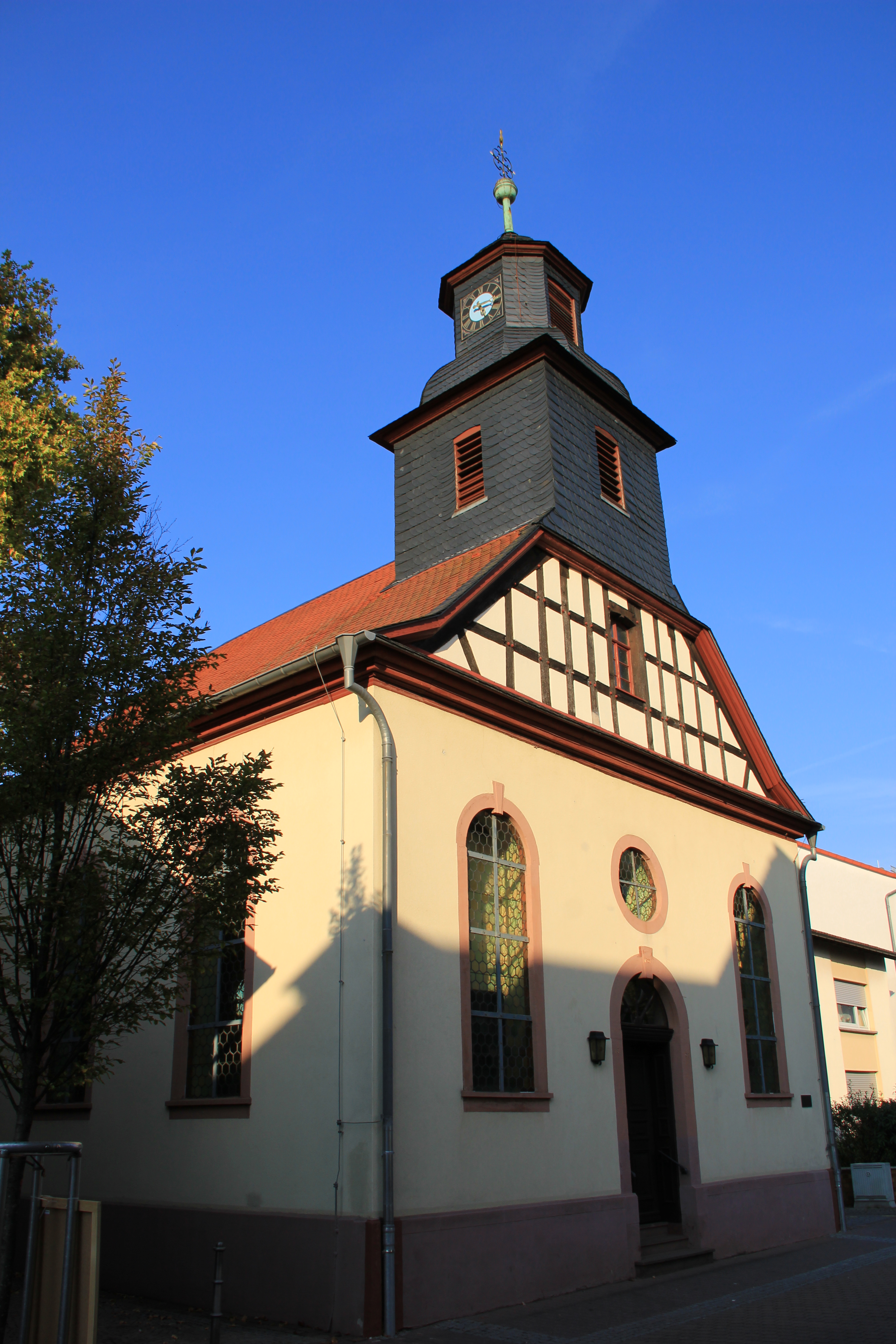
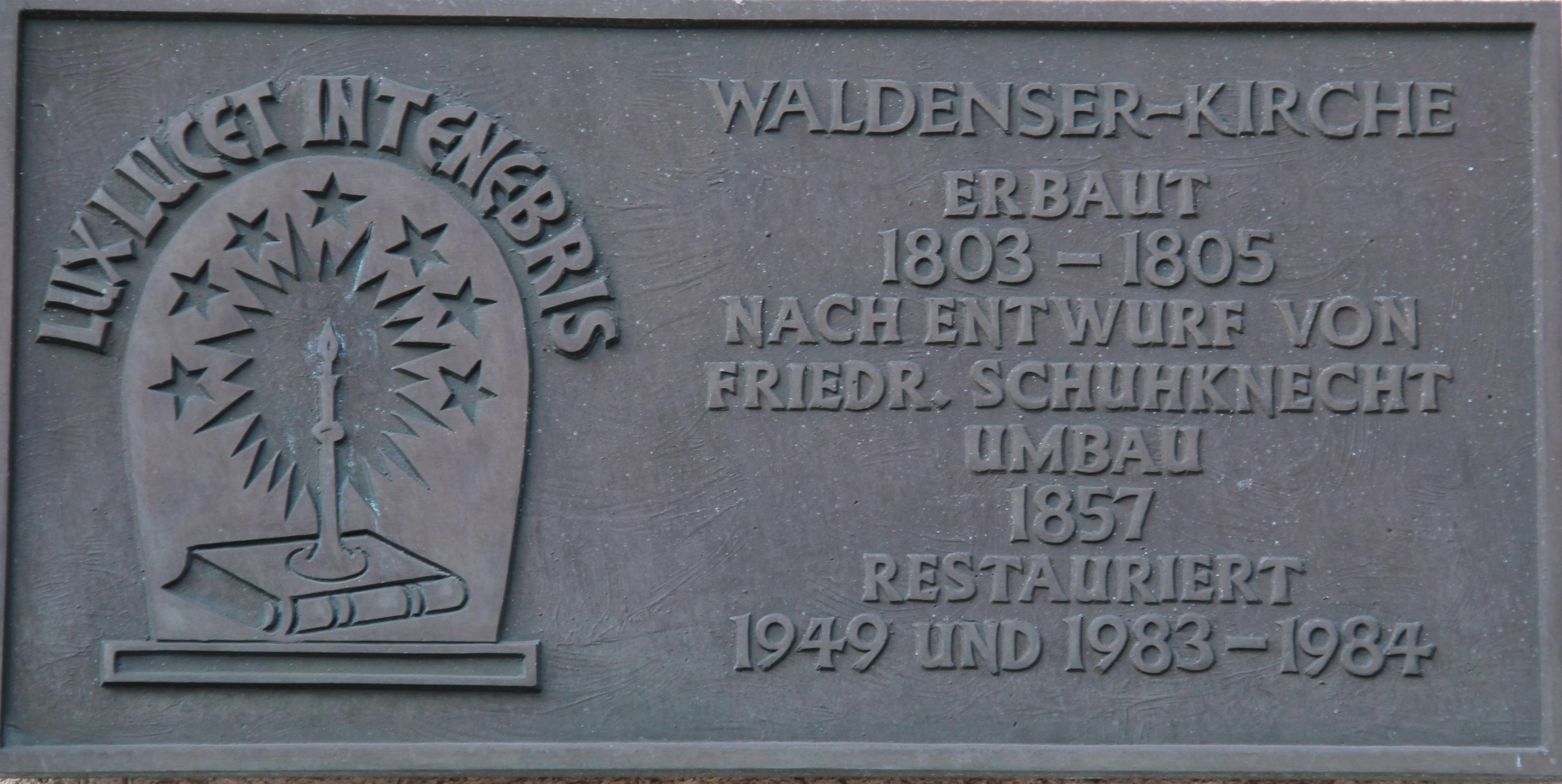
Erbaut 1803–1805
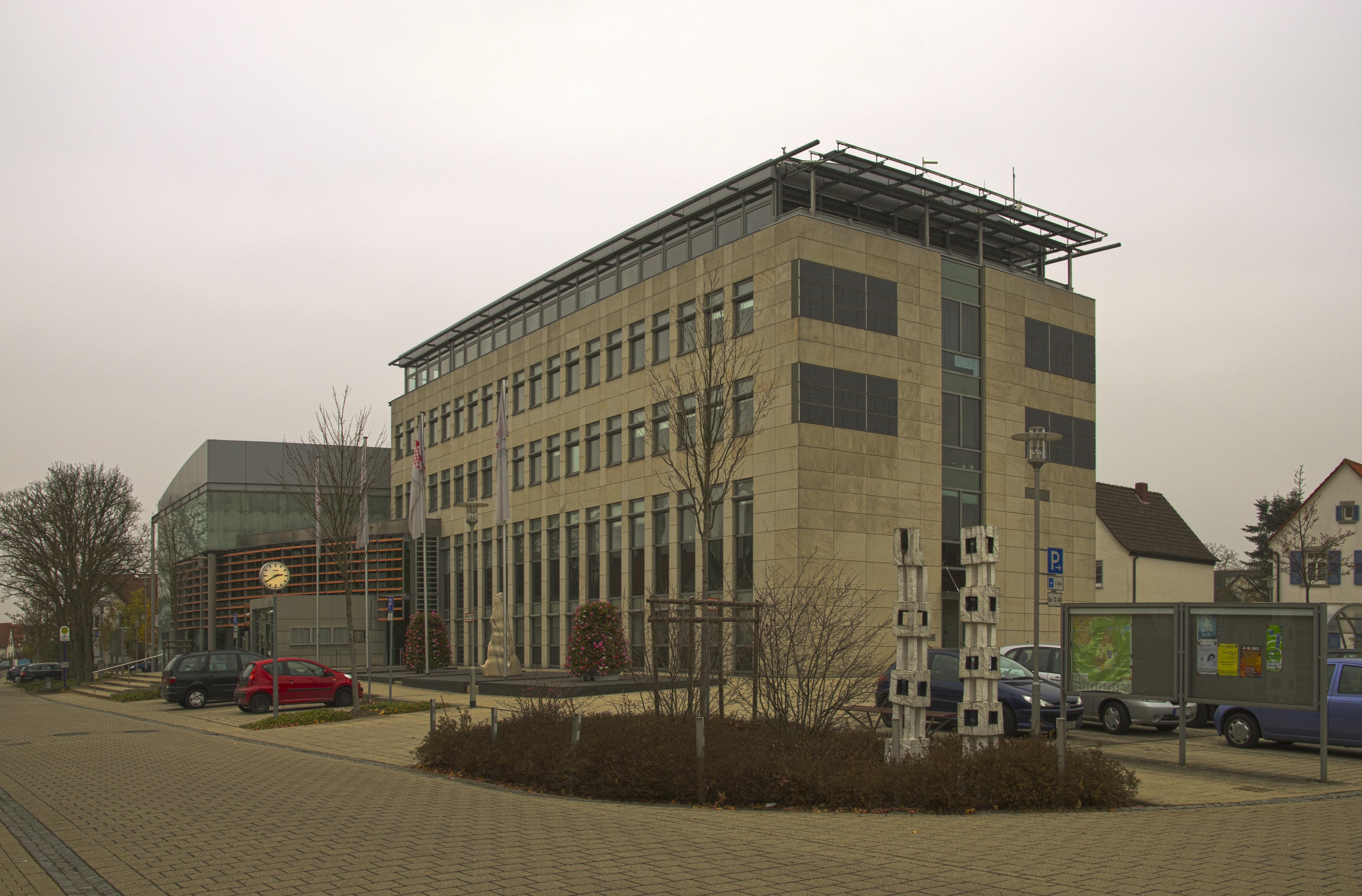
Rathaus Walldorf
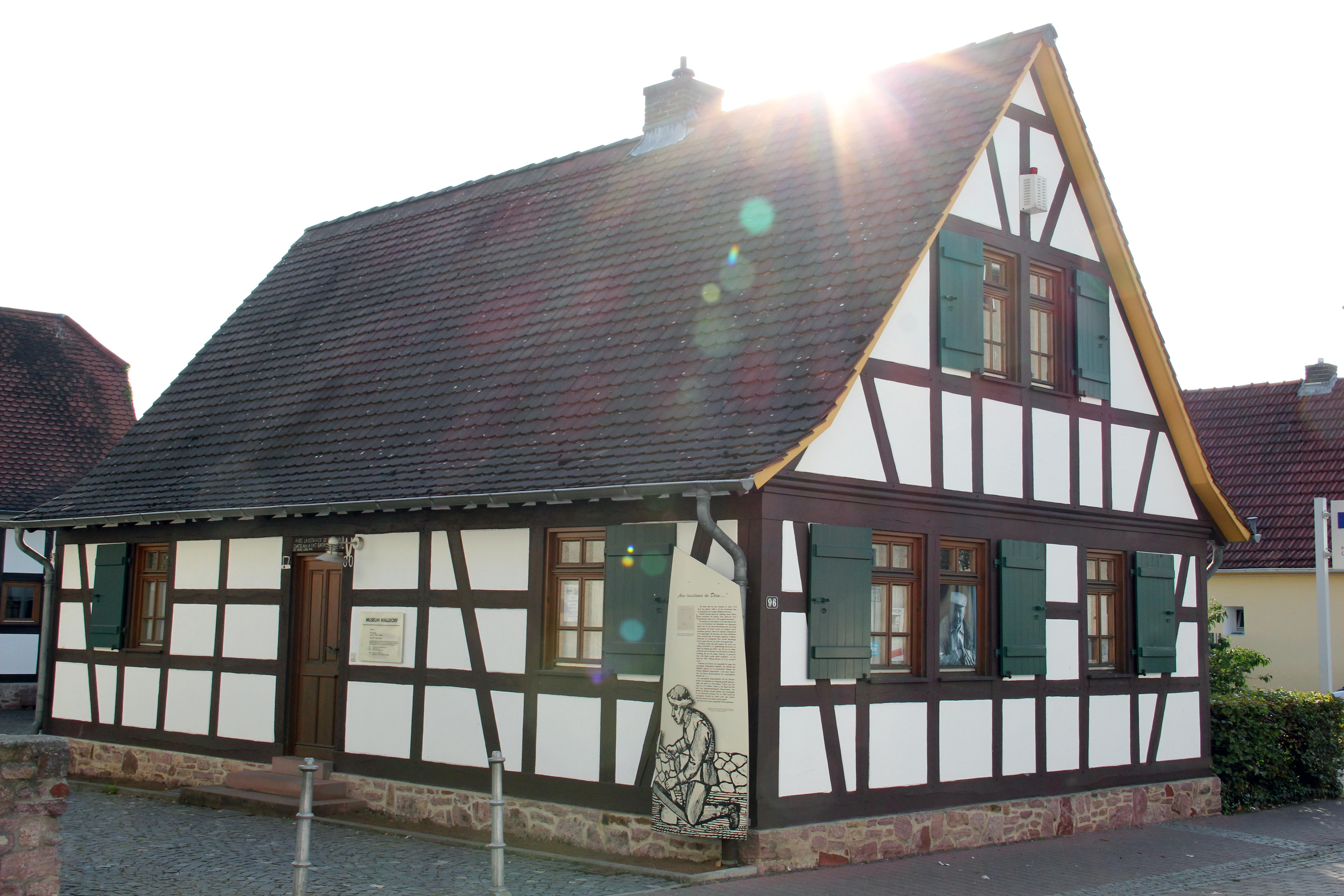
Heimatmuseum Walldorf
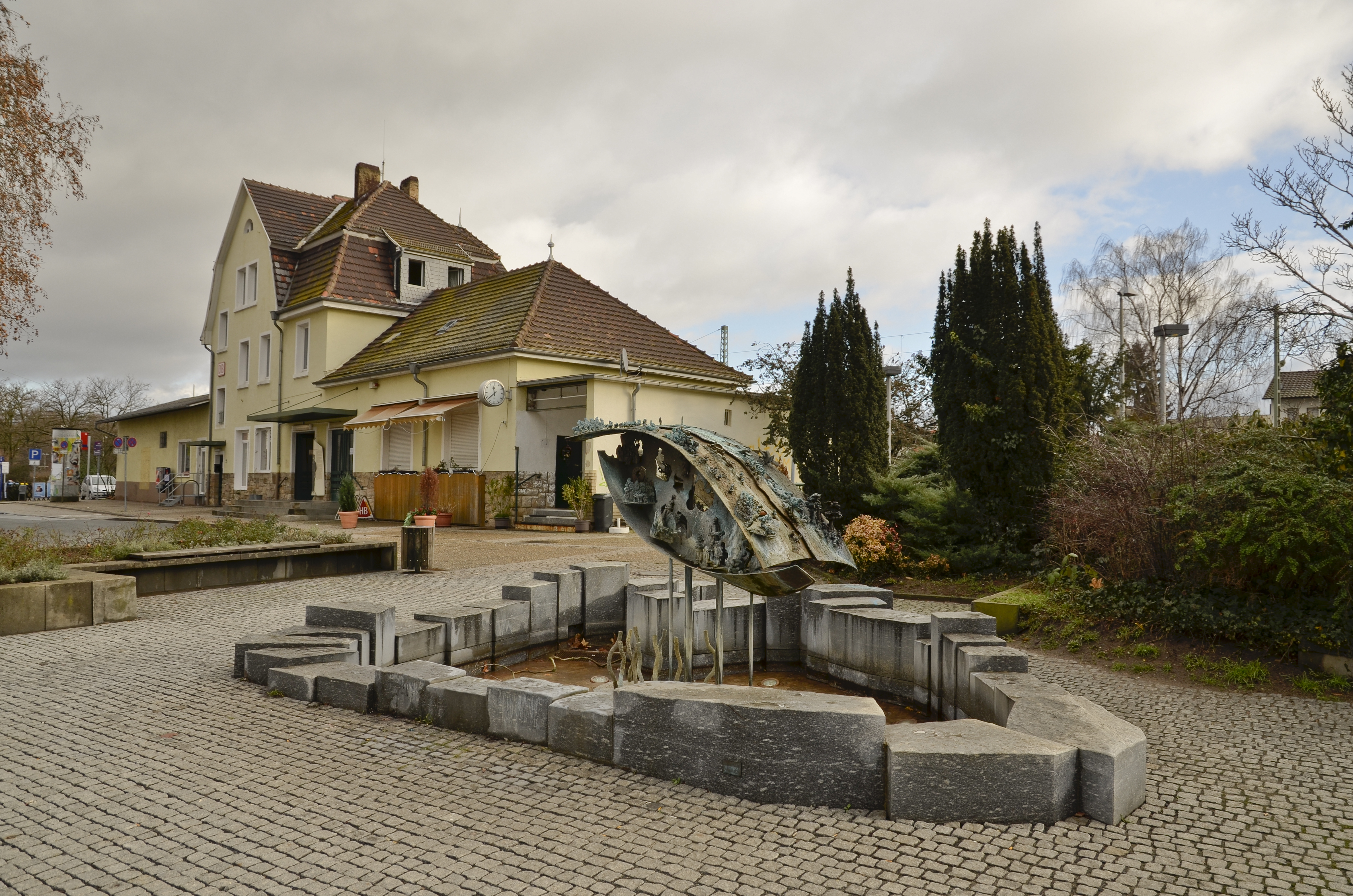
Bahnhof Walldorf

Im Stadtteil Walldorf errichtete die Hamburger Betreuungs- und Wohnungsbaugesellschaft mbH (Bewobau), die zur Neuen Heimat zählte, Anfang der 1960er Jahre eine Eigenheimsiedlung nach Entwürfen von Richard Neutra. Die Siedlung besteht aus 42 ein- bzw. zweigeschossigen Einzel- und Doppelhäusern, die als Typenbauten ausgeführt sind. Kennzeichnend für die Häuser sind typische Merkmale des Neutra-Stils wie große Glasflächen, fließende Übergänge zwischen Innen- und Außenräumen, „reflecting ponds“, überkragende Flachdächer mit „Spinnenbein“-Stütze und asymmetrische Grundrisse. Die Bauten stehen seit 1984 unter Denkmalschutz. Eine ähnliche Siedlung nach Neutra-Entwürfen errichtete die Bewobau zeitgleich mit der Bewobau-Siedlung Quickborn.

### Museen
- Mörfelder Heimatmuseum[39]
- Walldorfer Heimatmuseum[40]

### Kulturfernwanderweg Hugenotten- und Waldenserpfad
Der Kulturfernwanderweg Hugenotten- und Waldenserpfad führt von La Poët-Laval in Frankreich und Torino in Italien über Mörfelden-Walldorf bis nach Bad Karlshafen in Nordhessen. Ein Teilstück von 9 Kilometern des rund 1800 Kilometer langen Wanderweges führt entlang des Oberwaldsees (östlich von Mörfelden) und durch Walldorf. Am Oberwaldsee und am Schnepfensee ist die Geschichte der Waldenser mit den Themen Glaube und Gesellschaft, Mittelalterliche Laien- und Armutsbewegung und das Ankommen in der Fremde auf Schautafeln dargestellt.

### Kunst im öffentlichen Raum
Im Verhältnis zu ihrer Einwohnerzahl gibt es in der Stadt eine erstaunliche Anzahl an modernen Kunstwerken im öffentlichen Raum zu bewundern.
Die Stadt steht damit im Bundesvergleich ganz weit oben.
Der Grund und Ursprung ist in der jährlichen Skulpturenausstellung Skulpturen im Park zu suchen, die der Chemiker und Künstler Otto Schaffner 1998 ins Leben rief.
Später gründete er gemeinsam mit anderen Künstlern die Kommunale Galerie Mörfelden-Walldorf.
Die Kommunale Galerie richtet – neben anderen Ausstellungen zeitgenössischer Kunst – in jedem Sommer die Skulpturen im Park (mit Preisträgern) aus. In den vergangenen Jahren präsentierten hier arrivierte und international erfolgreiche Bildhauer, darunter u. a. E. R. Nele, Vera Röhm, Ottmar Hörl oder Werner Pokorny, ebenso wie jüngere Künstler ihre Werke. Die Skulpturen im Park entwickelten sich auf diese Weise zu einer über die Region hinaus anerkannten Veranstaltung. Viele der Skulpturen im öffentlichen Stadtraum wiederum sind Leihgaben der ausstellenden Künstler oder konnten von der Stadt im Anschluss an die Skulpturen im Park erworben werden.

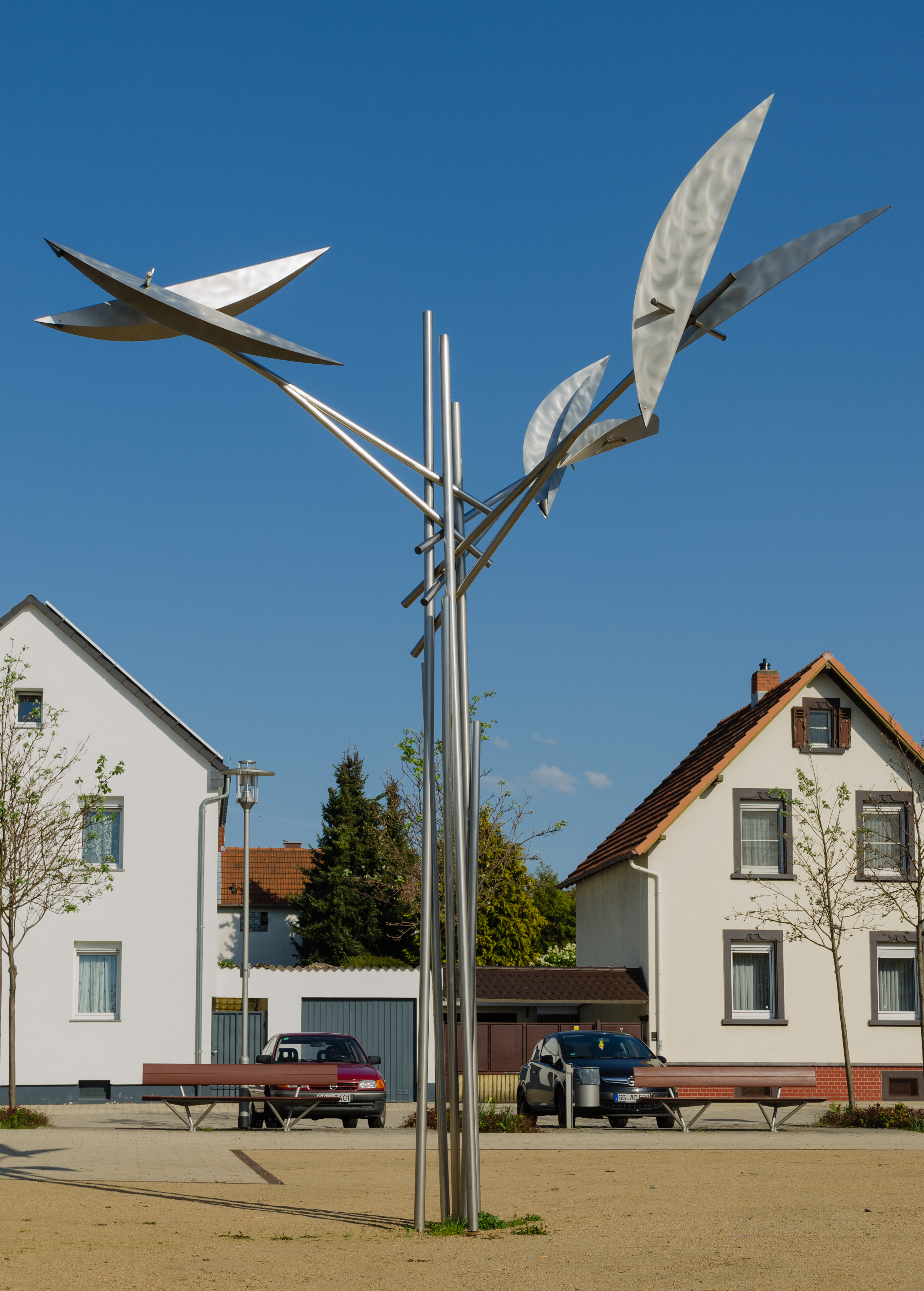
Hans-Michael Kissel: Sky Bird (2006)
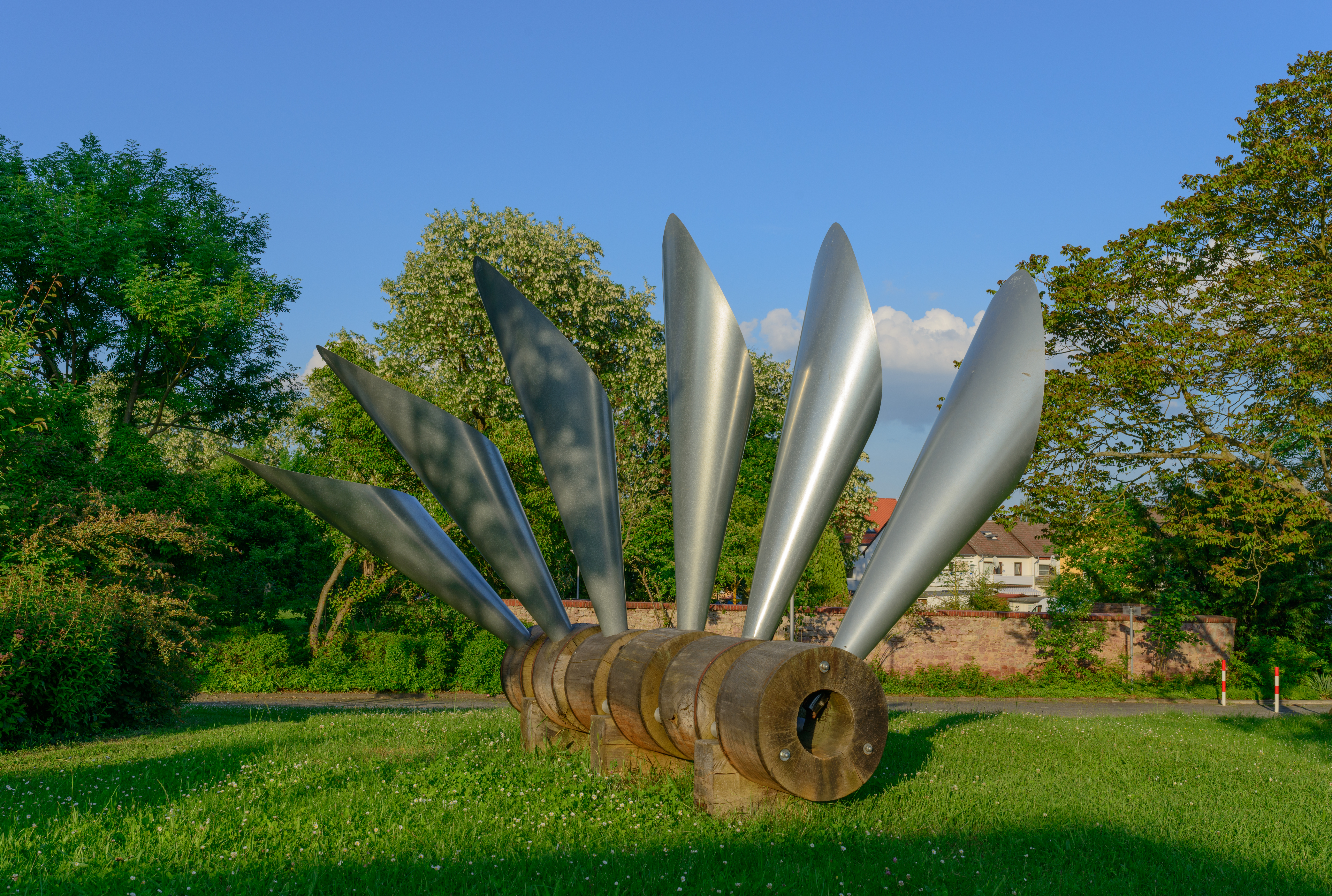
Roger Rigorth: Lauscher (2003)
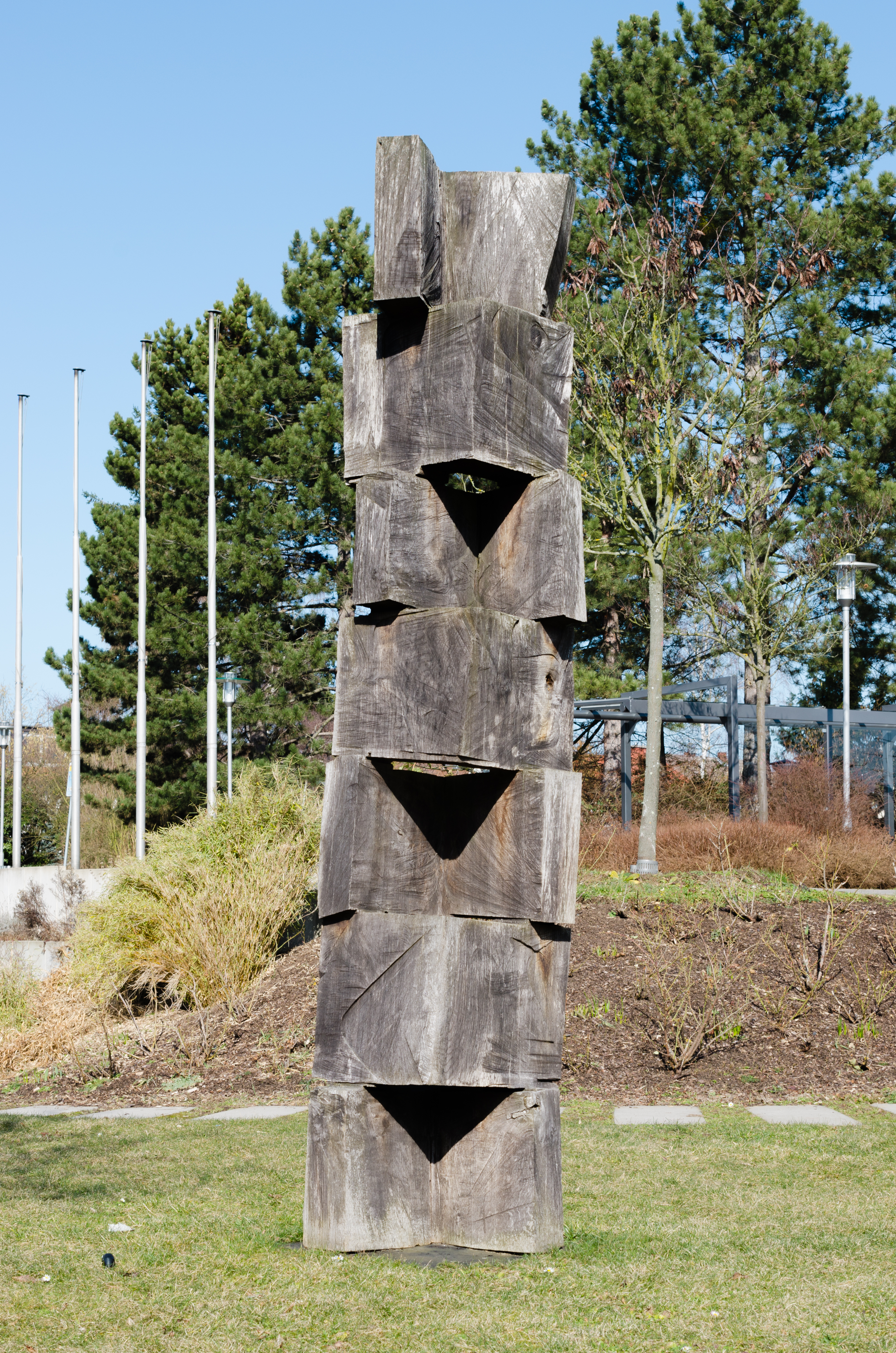
Ortrud Sturm: Eck-Räume (2005)
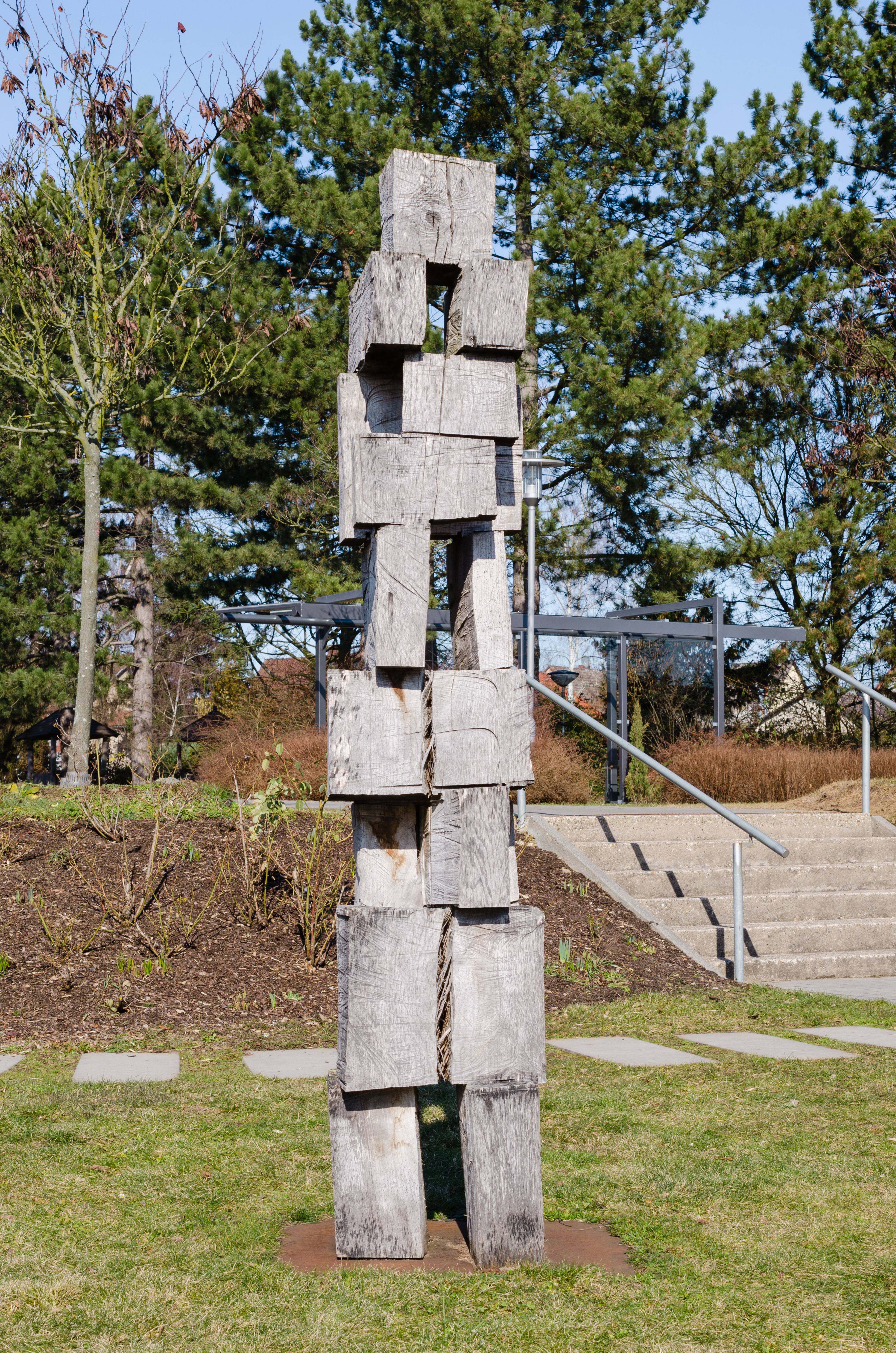
Ortrud Sturm: Balance-Spiel (2008)
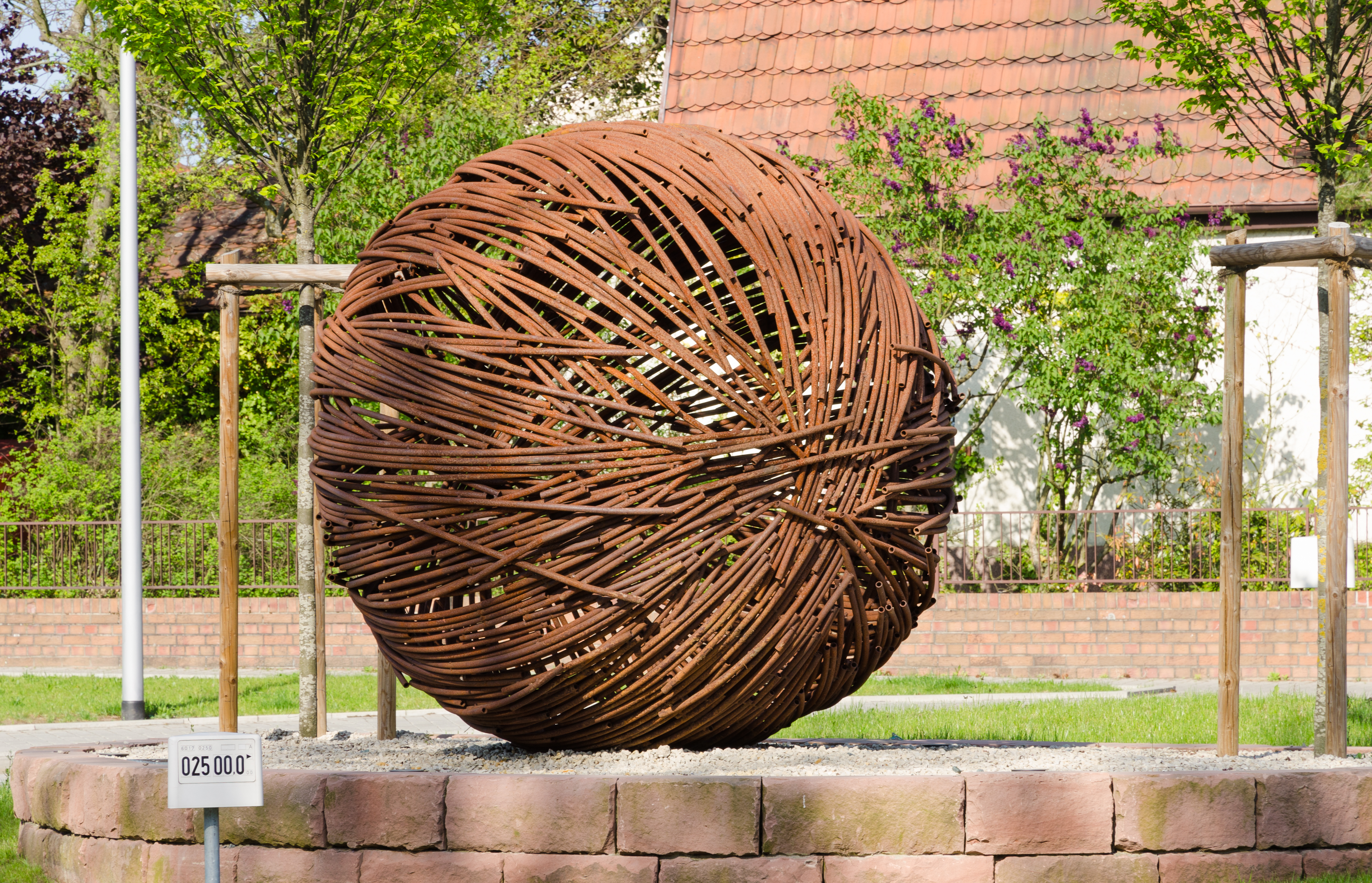
Angelika Summa: Gegen den Strich... (2010)
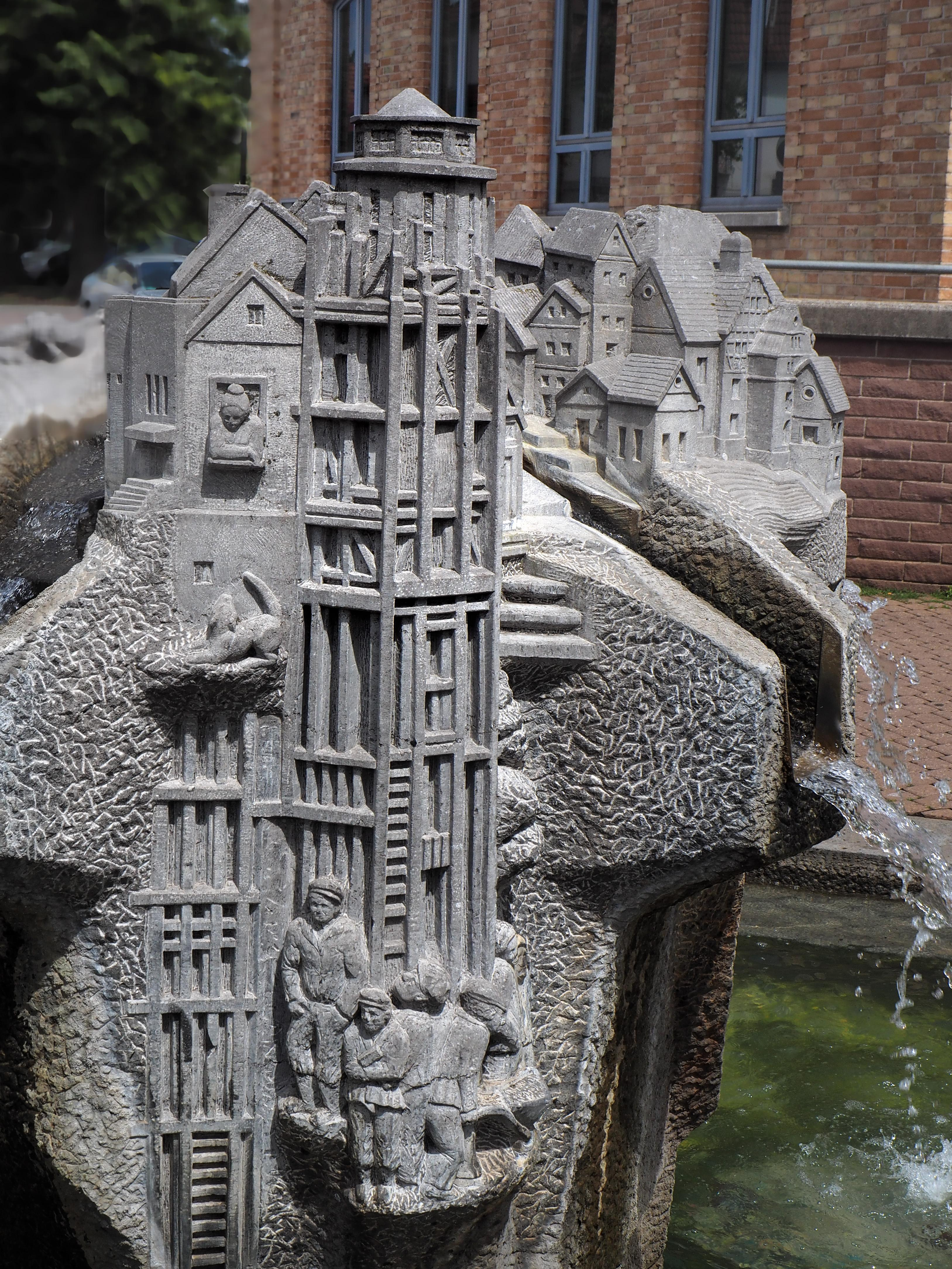
Erzählstein Mörfelden – Wasserturmbau
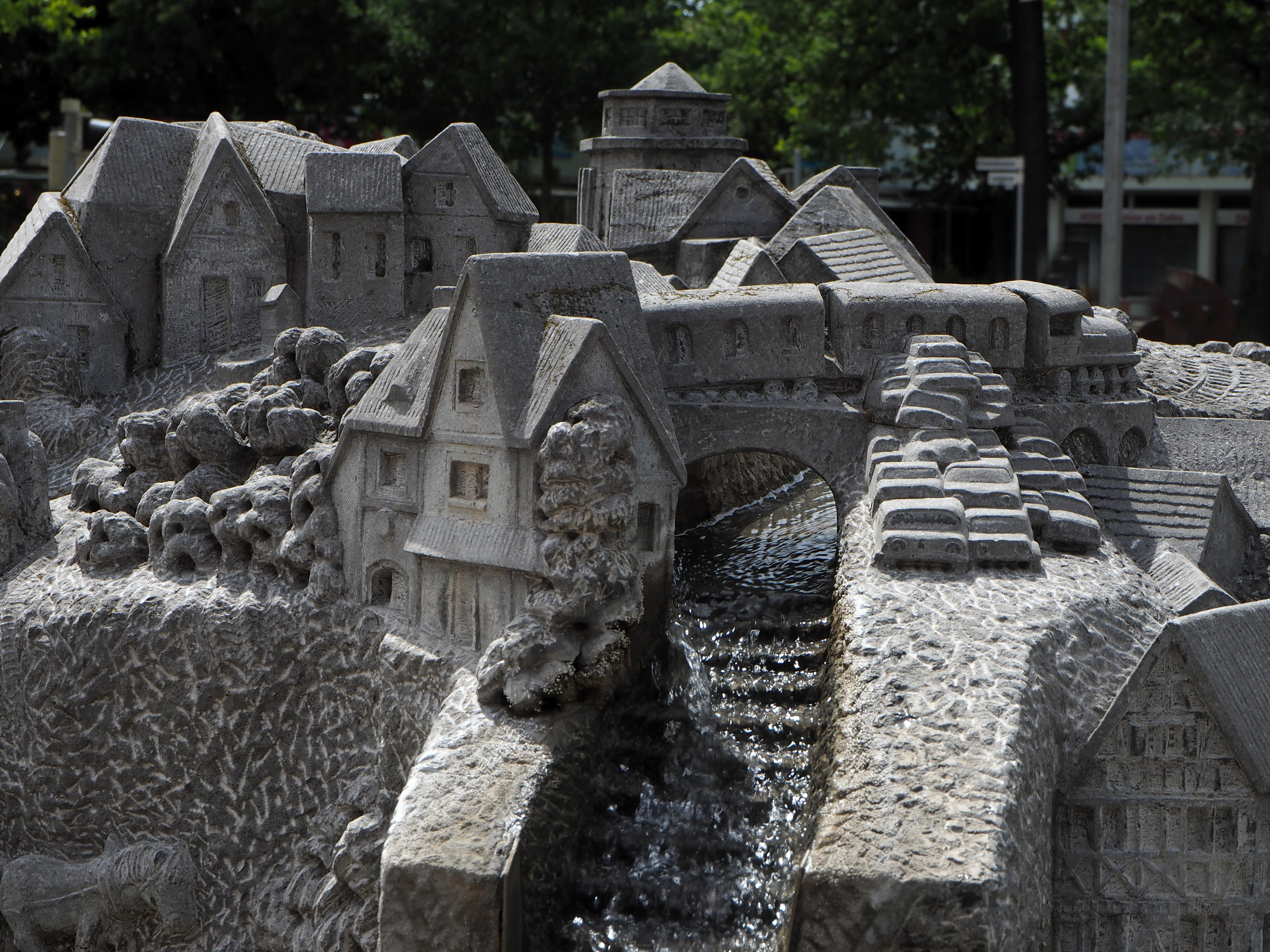
Erzählstein Mörfelden – Verkehrsbelastung

### Regelmäßige Veranstaltungen
- Merfeller Kerb (St. Gallus-Tag)
- Walldorfer Kerb
- Prunksitzung des Carneval Vereins der „1.CCW Die Buschspatzen“ von Walldorf
- Prunk- und Damensitzung vom Carneval Verein Mörfelden „die Sandhasen“ e. V.
- Skulpturenpark (im Sommer)
- „Schools out for Summer“ Festival
- „Latwejefest“
- „Gundbach Open Air“ der Feuerwehr Walldorf
- Altstadtfest (unregelmäßig)
- „Rund um die Kersch“ (Kirche) (Fest der evangelischen Kirchengemeinde)
- Anglerfest Walldorf
- Hüttenfest am Schnepfensee
- Gickelfest Walldorf
- „Weinfest“ der Rot-Weiss Walldorf
- Internationales Kinderfest am 23. April
- „MöWathlon“ Volkstriathlon

### Vereine
- TTC Mörfelden: Der TTC Mörfelden gehörte in der Vergangenheit lange Zeit zu den führenden deutschen Tischtennisvereinen. In den 1950er Jahren wurde er viermal deutscher Meister: 1954/55, 1955/56, 1956/57 und 1959/60. Er gehörte auch zu den Gründungsvereinen der Tischtennis-Bundesliga, der er von 1966 bis 1969 und von 1971 bis 1981 angehörte.
- TGS Walldorf: Die Turngesellschaft Walldorf 1896 e. V. hat über 4000 Mitglieder und bietet zahlreiche Sportangebote an. Aikido: Die Aikido Abteilung der TGS-Walldorf wurde 1972 von Alfred Heymann gegründet. Fitness-Studio: Bildet die größte Abteilung innerhalb des Vereins mit über 1000 Mitgliedern. Das Fitness-Studio der TGS wurde im Jahr 2007 um einen weiteren Gebäudeteil erweitert. Weitere Sportarten: Handball, Faustball, Sportschützen, Bogenschießen, Leichtathletik, Wintersport und Inline-Skating, Wandern, Klettern, Skat, Tennis, Tanzen (Standard & Latein), Judo, Gymnastik und Gesundheitssport, Breiten- und Freizeitsport, Flagfootball, Jazz and Modern Dance, Country- und Western Tanz, Rope Skipping, Turnen
- Rot-Weiß Walldorf: Der 1914 gegründete Breitensportverein SV Rot-Weiß Walldorf unterhält neben der Fußballabteilung die Sparten Tischtennis, Sportkegeln, Gymnastik und Musik.
- Sport- und Kulturvereinigung (SKV) Mörfelden: Aikido, Akkordeon, Badminton, Blasorchester, Behindertensport, Folklore, Fußball, Gesang, Gymnastik, Handball, Herzsport, Judo, Kegeln, Leichtathletik, Radsport, Tanzen, Tennis, Turnen, Volleyball, Wassersport, Wintersport.
- SKG Walldorf 1888 e. V.: Fußball, Tennis, Tischtennis, Triathlon, Minigolf, Schützen, Gesang, Volleyball, Turnen, Boule, Karneval, Cricket, Boxen, Racing Club RCW
- SC Kickers 1966 e. V. Mörfelden: Fußball (Frauen- und Mädchenfußball)
- Schützenverein Tell-Mörfelden: Luftgewehr, Luftpistole, KK-Gewehr, Vorderlader Gewehr und Pistole in Steinschloss Perkussion und Luntenschloss, Großkaliber Pistolen und Gewehre.
- Olympia Mörfelden, 1987 Sieger im Weltpokal Kegeln
- Motor-Sport-Club Mörfelden e. V., 1971 gegründet nahmen seine Mitglieder in den 70er Jahren erfolgreich bei diversen deutschen Rallyeläufen und Orientierungsfahrten teil. Seit Mitte der 80er Jahre konzentriert sich der Verein auf die Pflege und Erhaltung klassischer Fahrzeuge (Oldtimer), die in der vereinseigenen Werkstatt gewartet werden. Regelmäßig nehmen die Mitglieder an Gleichmäßigkeits- und Orientierungsfahrten teil und vertreten den Verein bei zahlreichen nationalen und internationalen Oldtimerveranstaltungen.

### Freizeitmöglichkeiten
- Badeseen: Badesee Walldorf (seit 2019 als Badestelle Walldorf bezeichnet)[45] und Langener Waldsee
- Waldschwimmbad Mörfelden[46]
- Naturschutzgebiet Mönchbruch
- Kletterwald Langen[47]

## Wirtschaft und Infrastruktur

### Flächennutzung
Das Gemeindegebiet umfasst eine Gesamtfläche von 4415 Hektar, davon entfallen in ha auf:
| Nutzungsart             | Nutzungsart             | 2011 | 2015 |
| ----------------------- | ----------------------- | ---- | ---- |
| Gebäude- und Freifläche | Gebäude- und Freifläche | 562  | 564  |
| davon                   | Wohnen                  | 365  | 367  |
|                         | Gewerbe                 | 43   | 43   |
| Betriebsfläche          | Betriebsfläche          | 37   | 38   |
| davon                   | Abbauland               | 8    | 8    |
| Erholungsfläche         | Erholungsfläche         | 47   | 49   |
| davon                   | Grünanlage              | 25   | 26   |
| Verkehrsfläche          | Verkehrsfläche          | 318  | 318  |
| Landwirtschaftsfläche   | Landwirtschaftsfläche   | 910  | 903  |
| davon                   | Moor                    | 0    | 0    |
|                         | Heide                   | 0    | 0    |
| Waldfläche              | Waldfläche              | 2460 | 2461 |
| Wasserfläche            | Wasserfläche            | 66   | 66   |
| Sonstige Nutzung        | Sonstige Nutzung        | 15   | 15   |

### Bildung

#### Grundschulen
- Albert-Schweitzer-Schule Stadtteil Mörfelden
- Bürgermeister-Klingler-Schule Stadtteil Mörfelden
- Wilhelm-Arnoul-Schule Stadtteil Walldorf
- Waldenser Schule Stadtteil Walldorf

#### Integrierte Gesamtschule
- Bertha-von-Suttner-Schule

### Medien
Seit Februar 2014 hat der regionale Fernsehsender rheinmaintv seinen Sitz im Mörfelder Gewerbegebiet Ost.
Im Industriegebiet von Mörfelden befindet sich die Frankfurter Societäts-Druckerei GmbH. Die Druckerei ist u. a. verantwortlich für den Druck von „Frankfurter Allgemeine Zeitung“, „Frankfurter Neue Presse“, „Frankfurter Rundschau“ und „Die Zeit“.

### Verkehr

#### Straßenverkehr
Die Stadt ist durch zwei Bundesstraßen an das überörtliche Straßennetz angeschlossen:
- Die von Nordost nach Südwest verlaufende B 44 Frankfurt↔Mannheim, die im Südwesten nach Groß-Gerau verbindet;
- Die von West nach Ost verlaufende B 486 von Rüsselsheim bis nahe Eppertshausen, die im Osten nach Langen und im Westen nach Rüsselsheim verbindet.

Dabei verbindet die B 44 auch die beiden Stadtteile Mörfelden und Walldorf auf ihrer Ostseite, während die B 486 durch den südlichen Stadtteil Mörfelden verläuft.
Insgesamt vier Autobahnanschlüsse sind in unmittelbarer Nähe:
- Im Nordwesten die Anschlussstelle Zeppelinheim der A 5, in rund 5,6 km Entfernung vom nordöstlichen Stadtrand des Ortsteils Walldorf, erreichbar über die B 44 sowie L 3262;
- Im Osten die Anschlussstelle Langen/Mörfelden der A 5, in nur 1,7 km Entfernung vom östlichen Stadtrand des Ortsteils Mörfelden, erreichbar über die B 486;
- Im Südwesten die Anschlussstelle Groß-Gerau der A 67, in rund 7,1 km Entfernung vom südwestlichen Stadtrand des Ortsteils Mörfelden, erreichbar über die B 44;
- Im Westen die Anschlussstelle Rüsselsheim-Ost der A 67, in rund 6,5 km Entfernung vom westlichen Stadtrand des Ortsteils Mörfelden, ebenfalls erreichbar über die B 486.

Zu den anderen umliegenden Orten führen Landes- oder Kreisstraßen:
- Mit der L 3113 gibt es eine direkte Straße nach Darmstadt, die im Südosten von Mörfelden von der B 44 abzweigt. Sie führt an Gräfenhausen vorbei und bietet dadurch Verbindungen zu anderen Stadtteilen von Weiterstadt.
- Rund 1,6 km südwestlich vom Ortsrand Mörfelden entfernt, zweigt von der B 44 die K 164 nach Worfelden ab und bietet damit Anschluss auch zu anderen Ortsteilen von Büttelborn.
- Die K 152 verbindet die beiden Stadtteile auf ihrer Westseite, sie führt im Nordosten weiter zum Flughafen und Kelsterbach.

#### Öffentliche Verkehrsmittel
Mörfelden-Walldorf liegt an der von Frankfurt nach Mannheim führenden Riedbahn. Die S-Bahn-Linie S7 verkehrt im Halbstundentakt von Frankfurt nach Riedstadt-Goddelau. Sie wird ergänzt um die stündliche verkehrende Regional-Express-Linie 70 (RE70), die direkte Verbindungen nach Frankfurt und Mannheim ermöglicht. Mit dem Bahnhof Mörfelden sowie dem Bahnhof Walldorf verfügen beide Stadtteile über eigenständige Haltepunkte.

### Wasserver- und -entsorgung
Die Stadt unterhält eigene Stadtwerke, die sowohl für die Wasserversorgung als auch die Kanalisation verantwortlich sind. Das Kanalnetz hat eine Länge von rund 124 km. Die dazugehörige Kläranlage liegt im Süden von Mörfelden und reinigt seit 1994 das Abwasser aus beiden Stadtteilen. 2018 arbeitete die Anlage an ihrer Kapazitätsgrenze und war sanierungsbedürftig. Sie wurde in den letzten Jahren stufenweise saniert. Die Fertigstellung der Sanierung und Erweiterung der Kläranlage Mörfelden-Walldorf soll im Jahr 2025 abgeschlossen sein. Die Anlage wurde 2023 die Erste in Hessen, die um eine Vierte Reinigungsstufe zur Beseitigung von Spurenstoffen erweitert wurde.
Im Grundwasser wurden 2017 erstmals kleinste Mengen von Spurenstoffen nachgewiesen, u. a. Rückstände von Arzneimitteln und Pflanzenschutzmitteln. Ihre Konzentration ist unbedenklich und liegt unterhalb aller Grenz- und Orientierungswerte des Umweltbundesamtes. Erst seit kurzer Zeit ist es überhaupt möglich, derartige Konzentrationen zu messen. Die Rückstände stammen aus der Kläranlage in Langen.

### Öffentlicher WLAN-Zugang (MOEWA-NET)
Seit 2016 stellt die Stadt unter dem Namen MOEWA-NET, an 41 Standorten (Stand 2019) im gesamten Stadtgebiet, kostenloses WLAN zur Verfügung.
Der weitere Ausbau des kostenlosen WLAN ist geplant.

## Persönlichkeiten

### In Mörfelden-Walldorf geboren
- Ottilia Preußing († 1654), prominentestes Opfer der Hexenverfolgung in Bad Homburg vor der Höhe
- Wilhelm Koban (1885–1961), Architekt
- Georg Zwilling (1892–1944), Landtagsabgeordneter und 1931–1932 Bürgermeister von Mörfelden
- Adam Fendt (1915–1960), Opernsänger Tenor
- Inge Velte (1936–2021), Politikerin
- Herbert Becker (* 1937), Politiker (SPD)
- Gerhard Schulmeyer (* 1938), deutscher Manager und 1994–1998 Vorstandsvorsitzender von Siemens-Nixdorf
- Bodo Kolbe (* 1949), Blues-Musiker
- Jürgen May (* 1950), Politiker (SPD), Landtagsabgeordneter in Hessen 1988–2008
- Erich Schaffner (* 1950), Schauspieler
- Alfred Weil (* 1951), Buddhist, Vorsitzender der Deutschen Buddhistischen Union
- DJ Dag, DJ im Bereich der Trance-Musik
- Sandra Schmitt (1981–2000), Freestylesportlerin, Weltmeisterin in der Disziplin Parallel-Buckelpiste

### Mit Mörfelden-Walldorf verbunden
- Wilhelm Kreuder (1904–1974), Maler und Kunstpädagoge
- Bernd Rosemeyer (1909–1938), deutscher Autorennfahrer, am 28. Januar 1938 auf der Reichsautobahn Frankfurt–Darmstadt bei Mörfelden-Walldorf tödlich verunglückt.
- Kurt Oeser (1928–2007), Gemeindepfarrer in Mörfelden
- Peter Härtling (1933–2017), Schriftsteller und Ehrenbürger der Stadt; hat in Mörfelden-Walldorf gewohnt
- Erich Arndt (* 1938), Tischtennisspieler; wohnt in Mörfelden-Walldorf
- Christoph Oeser (* 1956), Jazzmusiker
- Sybille Schönberger (* 1977), deutsche Sterneköchin; wohnt in Mörfelden-Walldorf
- Emilíana Torrini (* 1977), isländische Sängerin, Musikproduzentin, Komponistin; wohnte einige Zeit in Mörfelden-Walldorf
- Tanja Krämer (* 1980), Tischtennisspielerin; wohnt in Mörfelden-Walldorf
- Wolfgang Solz (1940–2017), Fußballspieler von Eintracht Frankfurt; wohnte in Mörfelden-Walldorf
- Kevin Pezzoni (* 1989), Profi-Fußballspieler, spielte in seiner Jugend bei  Rot-Weiß Walldorf
- Andreas Heinz (* 1991), Badmintonspieler, zuerst bei der SKG Walldorf
- Niklas Süle (* 1995), Profi-Fußballspieler und A-Nationalspieler
- Faisal Kawusi (* 1991), deutscher Comedian mit afghanischen Wurzeln